# Amsel
Die Amsel (Turdus merula) oder Schwarzdrossel, manchmal auch Kohlamsel oder Schwarzamsel, ist eine Vogelart aus der Familie der Drosseln (Turdidae). In Europa ist die Amsel der am weitesten verbreitete Vertreter dieser Familie und zugleich einer der bekanntesten Vögel überhaupt. Ihre Körperlänge liegt zwischen 24 und 27 Zentimetern. Die Männchen sind schwarz gefärbt und haben einen gelben Schnabel, das Gefieder der Weibchen ist größtenteils dunkelbraun. Der melodiöse und laut vorgetragene Reviergesang der Männchen ist in Mitteleuropa hauptsächlich zwischen Anfang März und Ende Juli zu hören und kann bereits vor der Morgendämmerung beginnen.
Das Brutgebiet in Europa weist außer dem hohen Norden und dem äußersten Südosten keine größeren Verbreitungslücken auf. Darüber hinaus kommt die Amsel in Teilen Nordafrikas und Asiens vor. In Australien und Neuseeland wurde sie eingebürgert. In Mitteleuropa verlässt ein Teil der Vögel im Winter das Brutgebiet und zieht nach Südeuropa oder Nordafrika.
Ursprünglich war die Amsel ein Vogel des Waldes, wo sie auch heute noch anzutreffen ist. Im 19. Jahrhundert begann sie über siedlungsnahe Parks und Gärten bis in die Stadtzentren vorzudringen und ist zum Kulturfolger geworden. Ihre Nahrung suchen Amseln vorwiegend am Boden. Sie ernähren sich überwiegend von tierischer Nahrung, meist Regenwürmer oder Käfer. Abhängig von der Verfügbarkeit steigt der Anteil gefressener Beeren und Früchte. Amseln sind Freibrüter und nisten vorwiegend in Bäumen und Sträuchern.

## Aussehen und Merkmale

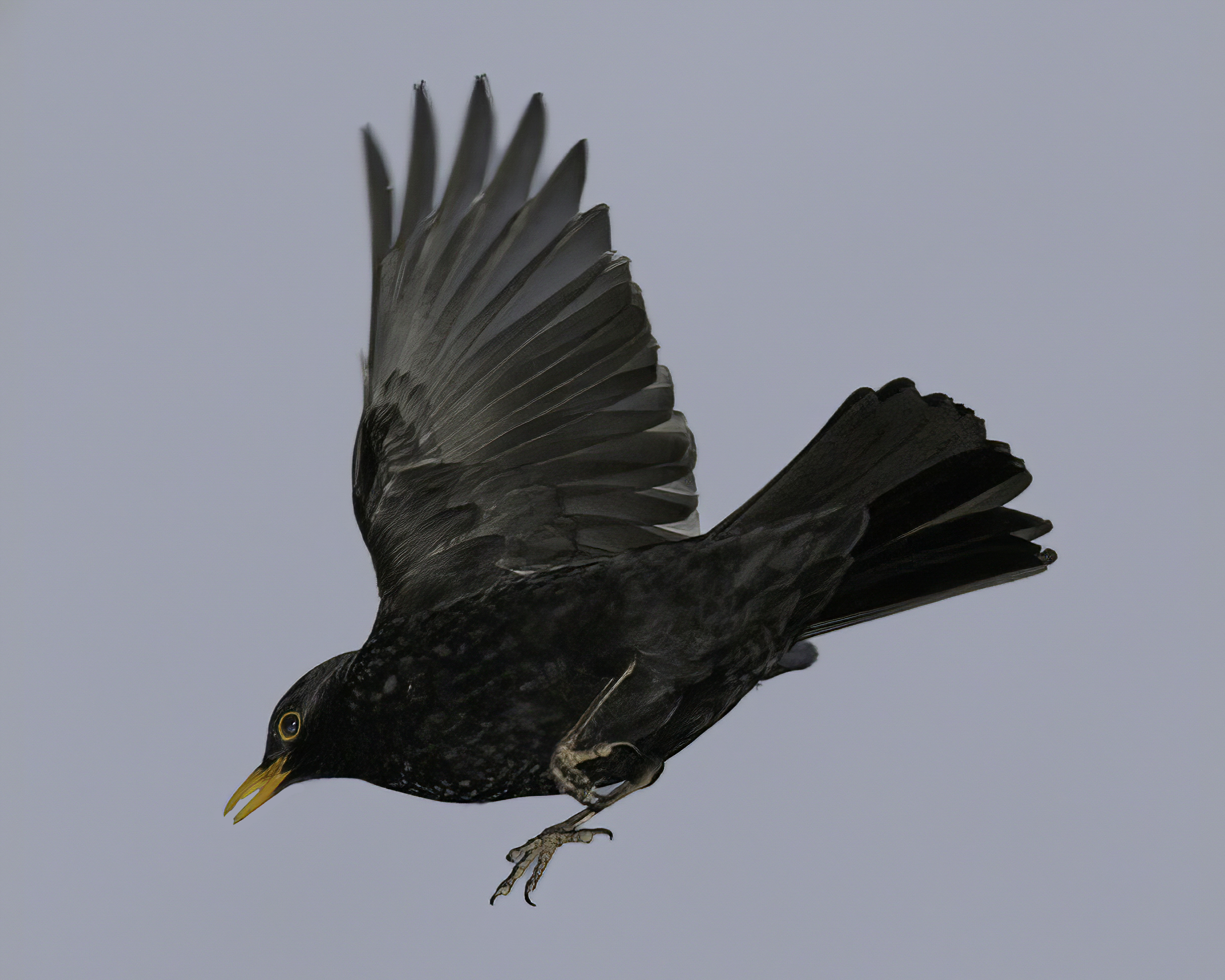
Adultes Amselmännchen im Flug

Adulte Amseln weisen einen deutlichen Geschlechtsdimorphismus auf: Das Gefieder der Männchen ist einfarbig schwarz, der Schnabel auffällig hellgelb bis orange. Zudem zeigen Männchen einen deutlichen Ring um die Augen, dessen Farbe der des Schnabels ähnelt, jedoch etwas ins Bräunliche gehen kann. Dieser Augenring kontrastiert stark mit der dunkelbraunen Iris. Weniger deutlich ist dieser Augenring beim Weibchen, auch der Schnabel ist weniger auffällig und hell hornfarben statt gelb. Die Gefiederfärbung des Weibchens ist viel variabler und vorwiegend dunkelbraun, teilweise ins Grau gehend oder rötlichbraun. Bei beiden Geschlechtern sind Lauf und Zehen dunkelbraun. Im Vergleich zum kleineren, ebenfalls dunkel befiederten und sich häufig auf dem Boden aufhaltenden Star hat die Amsel einen deutlich längeren Schwanz.

### Gefieder adulter Amseln

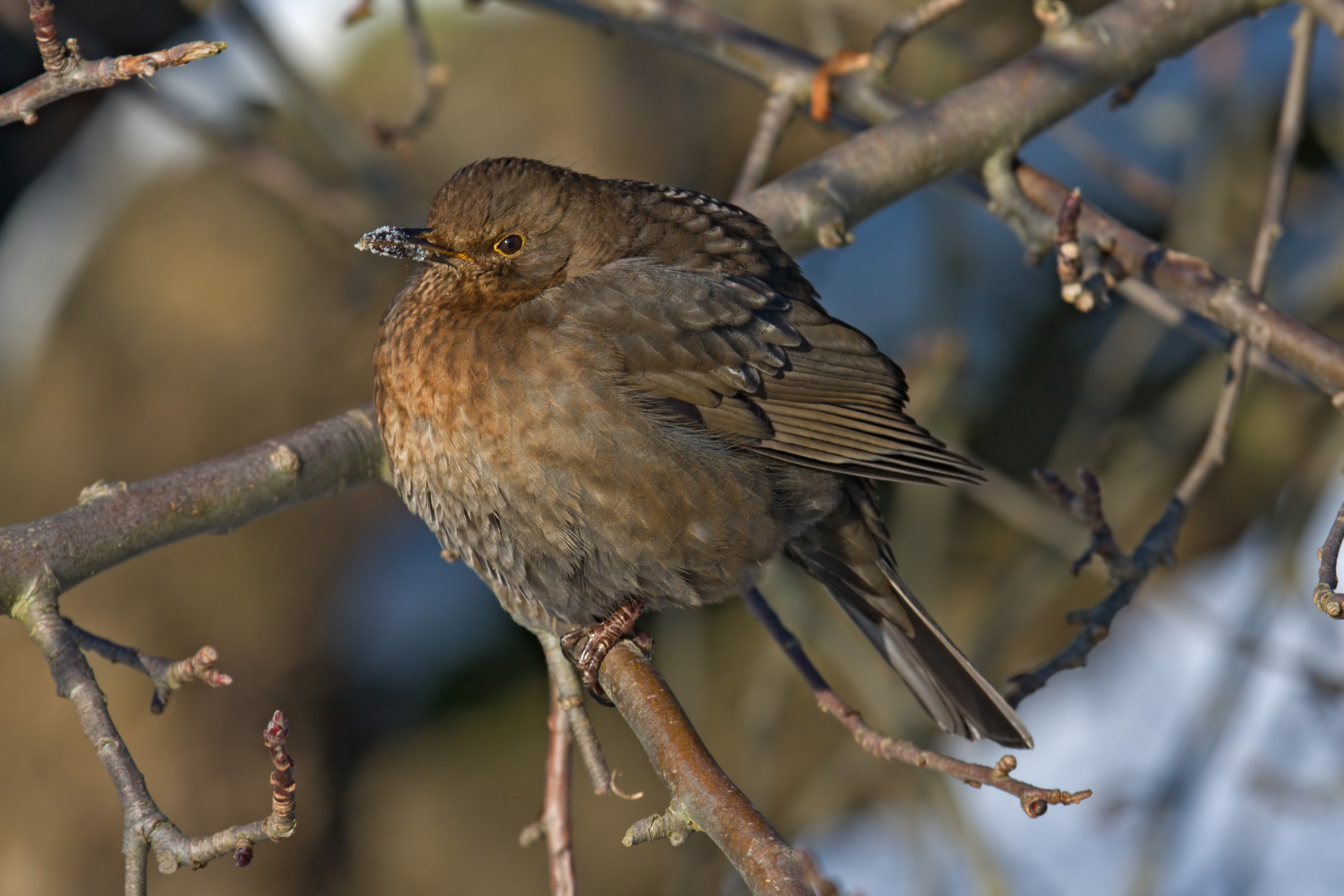
Aufgeplustertes Weibchen

Das Gefieder der adulten Männchen ist recht einheitlich schwarz. Vor allem an der Unterseite, aber auch an Rücken und Schulterregion zeigen die Federn nicht selten einen grauen bis bronzefarbenen Endsaum, was aber recht unauffällig ist und nur bei günstigen Lichtverhältnissen einen leicht schuppigen Eindruck macht. Die Schwungfedern können im Frühjahr ausgebleicht wirken.
Die Oberseite der Weibchen ist dunkel olivbraun bis olivgrau gefärbt, die Stirn oft etwas weniger dunkel. Die Färbung der helleren Unterseite fällt individuell sehr verschieden aus. Kinn und Kehle sind hell schmutziggrau bis rötlichbraun mit dunkler Streifung. Die Brust ist braungrau, gelbbraun bis rotbraun mit mehr oder weniger deutlichen Sprenkeln. Der Bauch ist braun, graubraun oder grau, wobei zuweilen durch einen hellen Endsaum der Federn ein deutlich geschuppter Eindruck entsteht. Die Schwanzfedern sind dunkel- bis schwarzbraun, Hand- und Armschwingen dunkelbraun mit oliv getönten Außenfahnen.

### Jungvögel und Mauser
Ausgeflogene Jungvögel ähneln Weibchen, sind aber auf der Unterseite stärker gefleckt und vor allem an den auffälligen hellen Schaftstrichen an Rücken, Schulterfedern und Flügeldecken zu erkennen. Der Schnabel ist braun. Die Befiederung von Flügeln und Schwanz erscheint vom restlichen Gefieder deutlich abgesetzt und ist bei männlichen Jungvögeln dunkelbraun bis braunschwarz, bei weiblichen etwas heller und geht eher ins Braune.

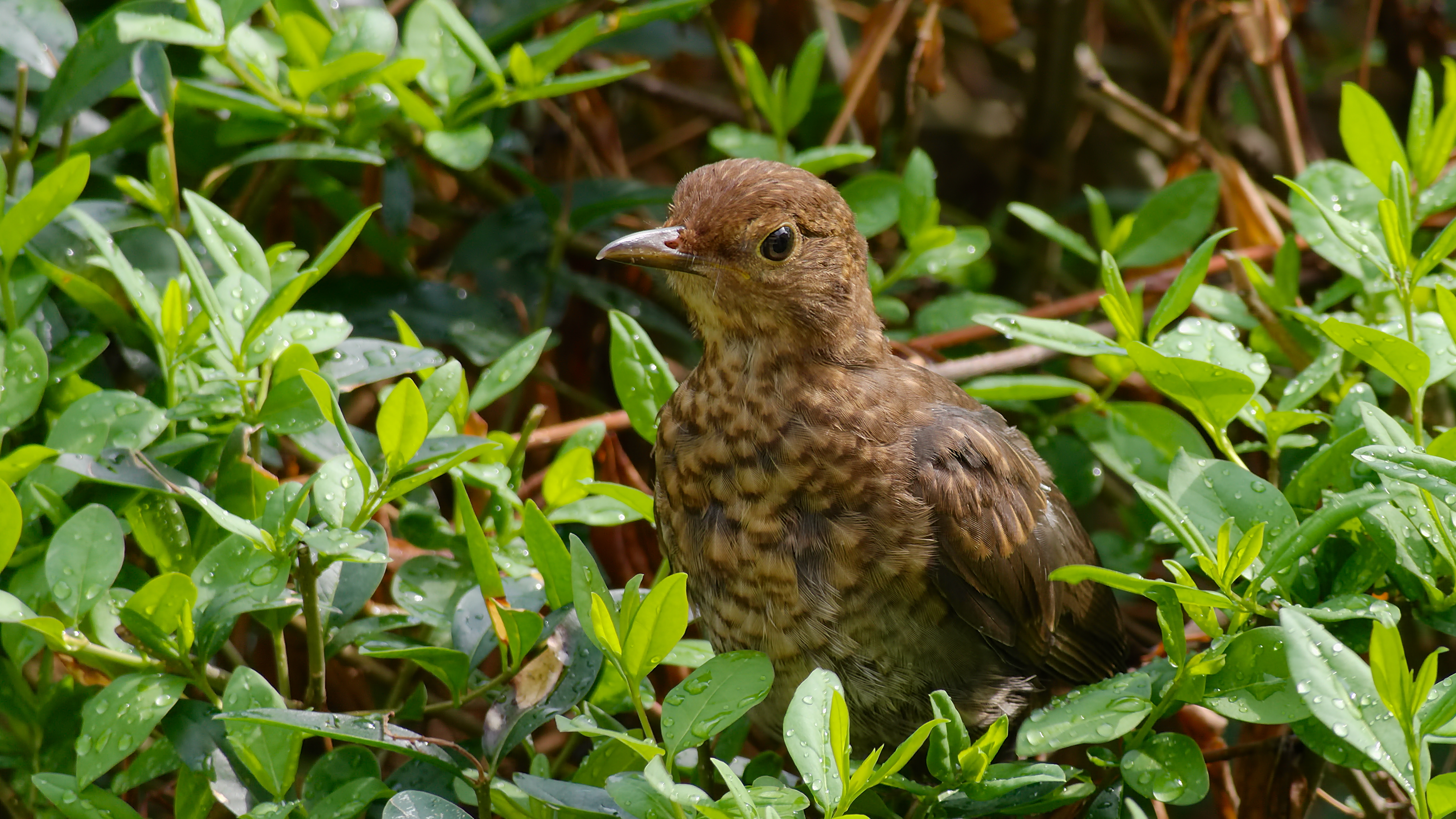
Das Gefieder eines Ästlings

Bei der Jugendmauser, die sich zwischen Sommer und Herbst des ersten Kalenderjahres vollzieht, wechseln die Vögel das Kleingefieder und einen Teil der Flügelfedern. Dabei wechseln vorwiegend die älteren Jungvögel in ein sogenanntes Fortschrittskleid, die später geschlüpften in ein Hemmungskleid, in dem sie weiterhin eher Jungvögeln ähneln. Die einjährigen Männchen im Hemmungskleid werden auch Stockamseln genannt. Bei allen einjährigen Männchen, also auch den Männchen im Fortschrittskleid, sind die Schwungfedern und die unvermauserten Flügeldecken braun im Gegensatz zur braunschwarzen oder schwarzen Färbung der bereits vermauserten Federpartien. Auch bei den einjährigen Weibchen kontrastieren die bereits vermauserten und die unvermauserten Gefiederteile; Letztere sind deutlich heller.
Im Regelfall beginnt die reguläre Jahresmauser, bei der es sich um eine Vollmauser handelt, zwei Wochen nach Beendigung der Jungenaufzucht. Die Mauser einer Amselpopulation erstreckt sich, werden die Extremfälle außer Acht gelassen, über einen Zeitraum von fünf Monaten. In Europa liegt der Mauserzeitraum typischerweise zwischen Juni und Ende Oktober, wobei sich nahezu alle adulten Amseln im August mausern.

### Abweichende Färbungen

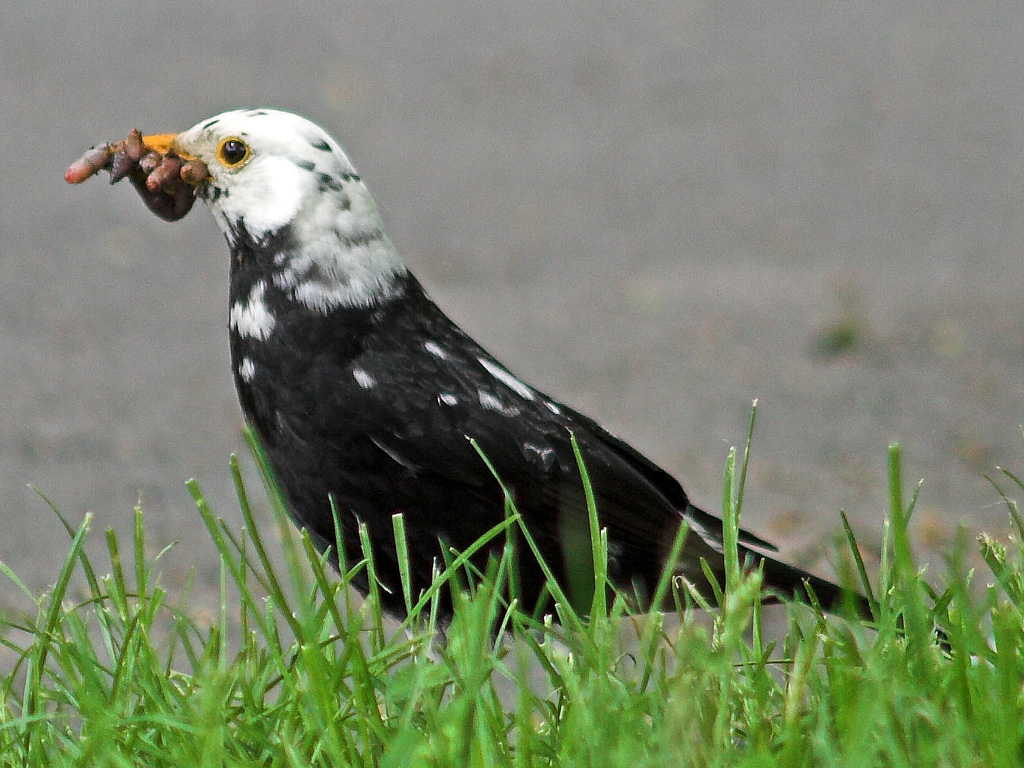
Leuzistisches Männchen

Das für Drosseln typische Tropfenmuster ist auch bei der Amsel nachweisbar, bei den Männchen wird es durch intensive Melaninablagerungen in den Federn überdeckt. Somit kann Melanismus als normal für die Art angesehen werden. Nicht der Norm entsprechend ist dagegen die Verringerung von Pigment oder der Pigmentausfall, was in unterschiedlicher Form und Intensität auftreten kann: Durch Albinismus verursacht sind fahle Färbungen (Chlorochroismus, Flavismus). Vollständig albinotische weiße Vögel mit roten Augen dürften wegen ihrer verminderten Sehfähigkeit kaum Überlebenschancen in freier Natur haben. Weiße Tiere mit braunen oder schwarzen Augen sind leuzistisch. Scheckungen sind auf einen abgeschwächten Leuzismus zurückzuführen.
In manchen Jahren treten gescheckte Tiere örtlich gehäuft auf. Die dabei entstehenden symmetrischen oder auch asymmetrischen Muster sind äußerst unterschiedlich. Einerseits kann diese Weißfärbung offenbar eine erblich bedingte oder bleibende Störung während der Anlage oder Entwicklung der Follikel sein. Andererseits wurde experimentell nachgewiesen, dass die weißen Federn im Gefieder von der Zusammensetzung der Nahrung abhängen können, vor allem während der Mauser. Eiweißarme Nahrung scheint Albinismus zu begünstigen.
Aberrante Färbungen werden heute vor allem bei den Vögeln im Siedlungsgebiet beobachtet, waren aber lange bekannt, bevor Amseln in der Nähe des Menschen vorkamen, beispielsweise hat Aristoteles bereits weiße Amseln beschrieben.

### Körpermaße und Gewicht
Mit einer Körperlänge zwischen 24 und 27 Zentimetern sind Amseln der Nominatform nur unwesentlich kleiner als die größte mitteleuropäische Drosselart, die Misteldrossel. Männchen sind etwas größer als Weibchen. Die Flügellänge des Männchens liegt im Mittel bei 133 mm und beim Weibchen bei 128 mm, das entspricht ungefähr einer Spannweite zwischen 34 und 38,5 Zentimetern. Die Schwanzlänge liegt zwischen 104 und 116 Millimetern.
Die Gewichtsschwankungen im Jahresverlauf sind bei europäischen Amseln beträchtlich. Bei mehrjährigen, in Großbritannien durchgeführten Untersuchungen lag das Gewicht zwischen 71 und 150 Gramm, im Mittel wogen adulte Männchen 102,8 Gramm, adulte Weibchen waren mit 100,3 Gramm etwas leichter. Einjährige Vögel waren durchschnittlich knapp 3 Gramm leichter. Im Jahresverlauf sind die Weibchen nur während der Legezeit etwas schwerer als die Männchen. Das größte Gewicht haben mitteleuropäische Amseln im Januar, das niedrigste im Juli oder August, nach der Brutzeit. Die Gewichtszunahme resultiert aus dem Aufbau von Fettreserven.

## Lautäußerungen
Der im Frühjahr weithin hörbare Reviergesang der Amselmännchen ist vielen Menschen vertraut. Die Amsel gilt als besonders kreativ in der Erfindung, Kombination und Variation von Motiven. Die melodiösen Strophen klingen für menschliche Ohren eingängig und gefällig, ganz im Gegensatz zu dem von beiden Geschlechtern bei Erregung zu hörenden Zetern („dackderrigigigi duck duck“) oder „Tixen“ – einer Aneinanderreihung hoher „tix“-Laute.

### Reviergesang
Der Reviergesang wird vom Männchen gewöhnlich von zwei bis drei verschiedenen, exponierten Singwarten vorgetragen, die hin und wieder gewechselt werden. Eine Strophe dieses Gesangs dauert im Mittel etwas mehr als zwei Sekunden. In der Brutsaison geben Amseln während der Morgendämmerung für 20 bis 30 Minuten eine nahezu ununterbrochene Folge solcher Strophen von sich, wobei die Pausen zwischen den Strophen im Mittel etwa drei Sekunden lang sind. Beim abendlichen Gesang sind die Pausen etwas länger.
Eine Strophe kann in einen Motivteil und ein leiseres, mehr zwitscherndes und geräuschhaftes „Anhängsel“ unterteilt werden. Der Motivteil ist etwas länger, das Anhängsel kann auch fehlen. Der Motivteil wiederum kann in Elemente untergliedert werden, in der Regel sind es zwei bis fünf, manchmal bis zu neun. Die Pausen zwischen den ungefähr 0,2 Sekunden langen Elementen sind hörbar. Die Elemente werden zu Motiven kombiniert, und Männchen haben nicht selten mehr als 30 Motive im Repertoire, wobei sie zwei bis fünf Lieblingsmotive haben, so dass auch für das menschliche Gehör eine Identifikation eines Individuums über den Gesang möglich ist. Beim Anhängsel gibt es noch mehr Variationen als beim Motivteil. Das Frequenzspektrum des Anhängsels ist deutlich breiter, die Hauptintensität liegt über 10 kHz, während sie im Motivteil zwischen 1,5 und 3 kHz liegt. Bei technischer Analyse des Anhängsels wurden Diplophonie und gegenläufige Frequenzverläufe festgestellt. Die Abfolge der Strophen ist weder festgelegt noch rein zufällig. Typisch für Amseln ist der sogenannte Kontergesang, also das wechselseitige Antworten zweier benachbarter Amselmännchen auf die Strophe des anderen. Die Vögel greifen die Motive des Gegenspielers auf und erwidern in vergleichbarer Länge und häufig mit ähnlich beginnender Strophe aus dem eigenen Strophenrepertoire.

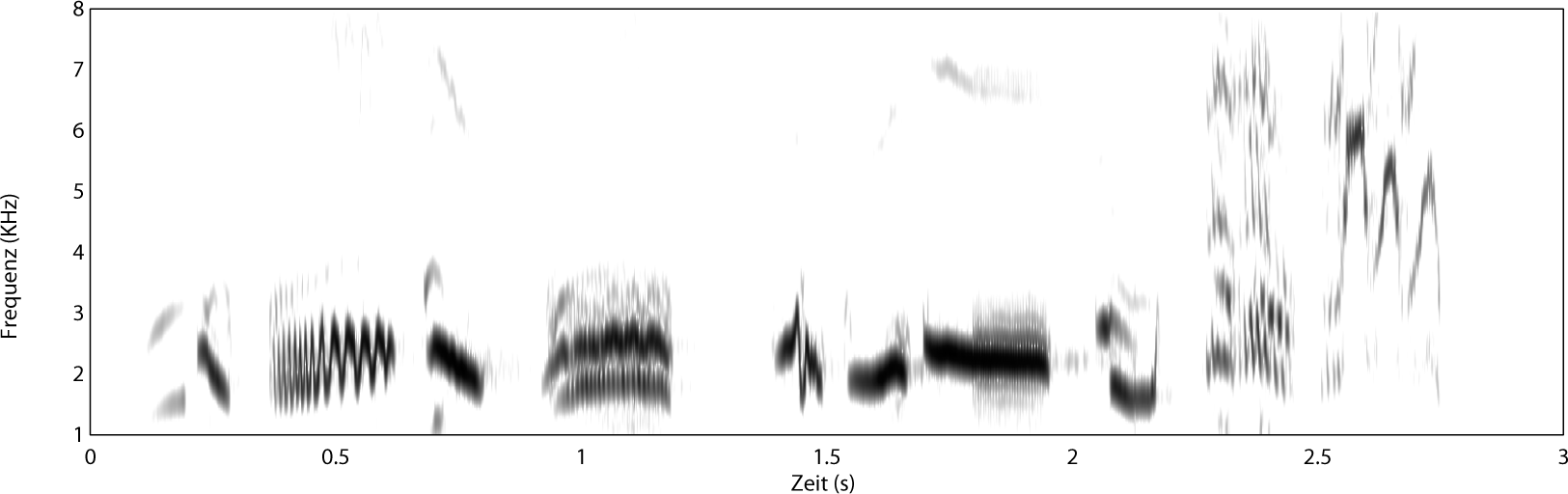
Sonagramm einer Strophe des Reviergesangs, der Motivteil ist ungefähr 2,2, das Anhängsel ungefähr 0,6 Sekunden lang (Hörbeispiel; MP3; 71 kB)

Der Gesang ist zum Teil angeboren, denn der Vortrag von isoliert aufgezogenen Männchen stimmt in vielen Einzelheiten mit dem der Artgenossen überein. Viele Gesangselemente übernehmen Amseln vom Vater und von anderen Männchen. Aber auch Lautäußerungen anderer Vogelarten werden imitiert, beispielsweise Meisenlaute oder das Lachen von Grau- und Grünspecht. Von Amseln im Siedlungsgebiet werden auch Zivilisationsgeräusche, etwa Sirenensignale von Rettungsfahrzeugen, Handyklingeltöne oder Alarmanlagen von E-Scootern in den Gesang aufgenommen.
Der erste regelmäßige Reviergesang kann in Mitteleuropa bereits im Februar zu hören sein, die Mehrzahl der Amseln beginnt Mitte März, der Höhepunkt liegt zwischen Mai und Juni, insbesondere bei feuchtwarmem Wetter. Mitte Juli endet diese Phase der Gesangsaktivität, aber besonders im Siedlungsgebiet gibt es Berichte von laut singenden Amseln im Herbst und auch im Winter, vorwiegend bei milder Witterung. Im Frühjahr gehören Amseln morgens zu den ersten Singvögeln, sie beginnen deutlich vor der Morgendämmerung mit dem Gesang. Der Zeitbereich ist ablesbar an einer aktuellen Vogeluhr. Das zweite Gesangsmaximum liegt am Abend. Im Siedlungsgebiet wird auch von nachts singenden Amseln berichtet, auch im Winter.

### Rufe und anderer Gesang
Einer der bekanntesten der zahlreichen Erregungs- und Stimmfühlungslaute der Amseln ist das Tixen. Diese Folge schneller, scharfer Laute animiert Artgenossen, sich zu beteiligen und ist häufig in Verbindung mit dem gemeinschaftlichen Hassen auf Elstern oder Katzen zu vernehmen. Das Tixen kann bei noch stärkerer Erregung in Zetern übergehen. Zetern kann auch gegen Artgenossen gerichtet sein. Zeternde Amseln zeigen keine Fluchtbereitschaft, sondern versuchen Konkurrenten oder Feinde zu vertreiben. Ein sehr hohes, durchdringendes und lautes „ssiih“ (von 9 auf 7 kHz abfallend) dient als Warnung vor Feinden, meist bei Gefahr aus der Luft.
Weibchen lassen manchmal gedämpfte, sonst aber dem männlichen Gesang ähnliche Strophen hören, beispielsweise bei Nestanflug oder angeregt durch den Gesang des Männchens. Zur Paarung fordern Weibchen mit zusammenhanglosen, sehr leisen, gepresst klingenden und oft hohen Lauten auf.
Nach der Brutzeit tragen ältere Männchen mit geschlossenem Schnabel einen speziellen Herbstgesang vor, der deutlich leiser als der Gesang im Frühjahr ist, diesem aber ähnelt. Der Herbstgesang erinnert auch an den Jugendgesang. Letzterer ist sowohl Männchen als auch Weibchen angeboren und setzt ab dem 19. Tag recht plötzlich ein. Dabei vibrieren Kehle, Körper und Schwanz, der Schnabel ist geschlossen oder nur leicht geöffnet. Etwas ältere, übende junge Amselmännchen sind an der abgehackten Vortragsweise von adulten Amseln zu unterscheiden.

## Verbreitung und Wanderungen
Während die Amsel Europa nahezu flächendeckend besiedelt, sind die Vorkommen in Nordafrika und Asien vorwiegend inselartig, in Asien reicht das Verbreitungsgebiet bis zum Ostchinesischen Meer. In Australien und Neuseeland wurde die Amsel eingebürgert und besiedelte daraufhin weitere vorgelagerte Inseln ohne menschliches Zutun. In großen Teilen des Verbreitungsgebiets sind Amseln Teilzieher, im hohen Norden sind sie fast ausschließlich Zugvögel; die südlichen Populationen sind dagegen Standvögel. In einigen Gegenden verstreichen die Vögel im Winter in wärmere oder tiefer gelegene Gebiete, allerdings verbleiben in den Alpen und den Karpaten auch einige Amseln in den höchstgelegenen Brutgebieten.

### Natürliche Verbreitung

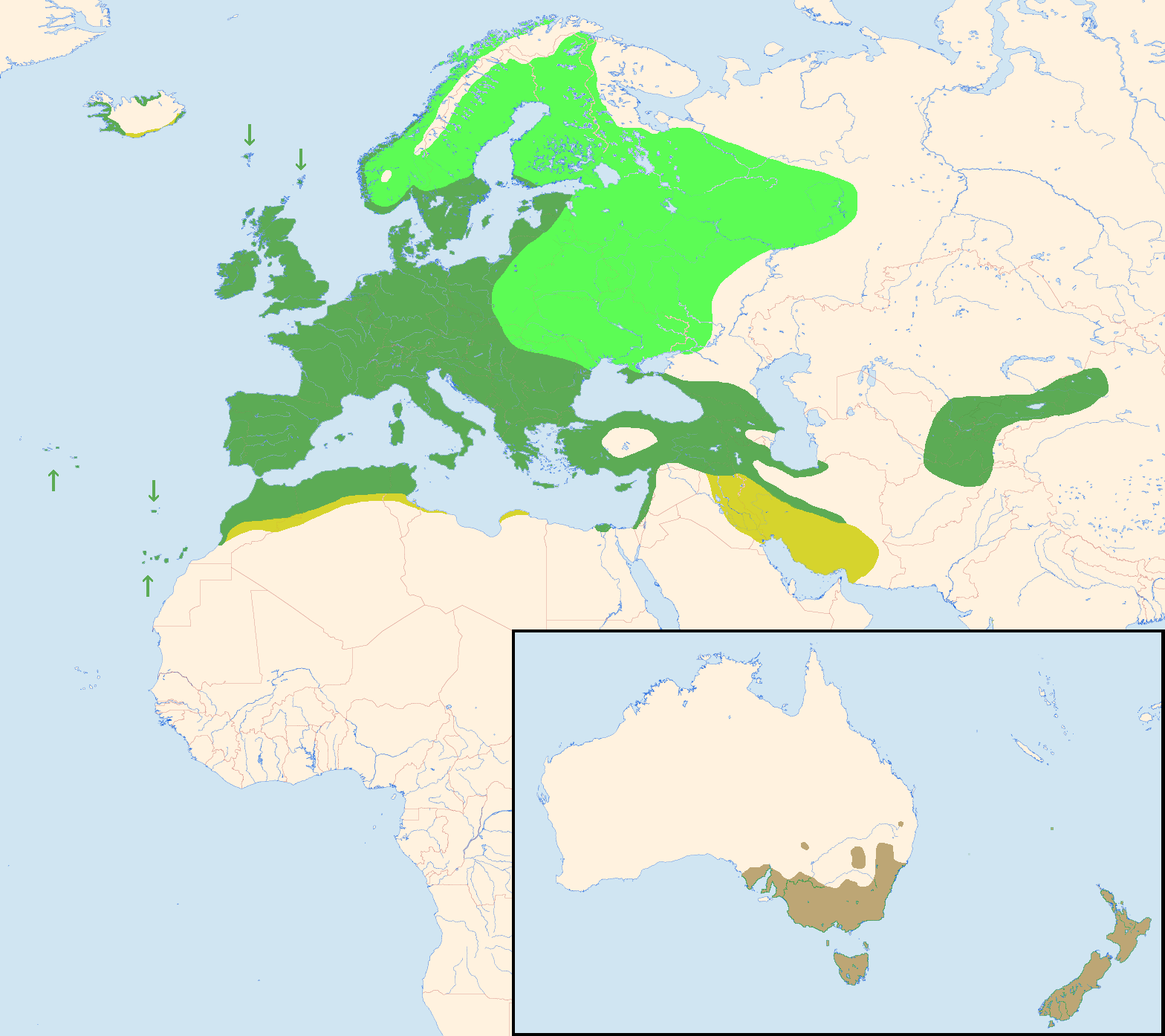
Verbreitungsgebiet: dunkelgrün = Jahresvogel, hellgrün = Brutvogel mit überwiegendem Anteil ziehender Vögel, gelb = Winterquartier

Die Amsel besiedelt die boreale, gemäßigte sowie mediterrane Zone und die Gebirgsregion der West- und Südpaläarktis sowie angrenzender nordorientalischer Gebiete.
Die am weitesten westlich liegenden Vorkommen gibt es auf den Azoren, außerdem brütet die Amsel auf den Kanaren und Madeira. In Nordafrika kommt sie von Marokko bis Tunesien zwischen Mittelmeer und Sahara vor, vereinzelt auch weiter südlich in Oasen. In Europa brütet die Amsel fast überall, einschließlich der Britischen Inseln und der Färöer, auf Island wurde die erste Brut 1985 nachgewiesen. Die nördlichsten Vorkommen gibt es in Skandinavien bei 70° nördlicher Breite, weiter östlich in Russland liegt die nördliche Verbreitungsgrenze noch beim 60. Breitengrad. Im Osten bildet der Ural die Grenze des Areals. Neben dem äußersten Norden fehlt die Amsel in Europa nur ganz im Südosten, ungefähr südöstlich einer Linie von der Krim zu den Südausläufern des Ural.
Der westliche Teil des asiatischen Verbreitungsgebiets umfasst Kleinasien und den östlichen Mittelmeerraum. Die Nordgrenze dieses Areals läuft von der Krim über die Kuban-Ebene, Stawropol und den Nordkaukasus zum Südufer des Kaspischen Meeres, die Südgrenze liegt östlich des Mittelmeerraumes ungefähr beim 34. Breitengrad. Das Areal setzt sich mit weiteren inselartigen Vorkommen im Zagrosgebirge, Elburs und Kopet Dag fort, weiter östlich kommt die Amsel in den Gebirgswäldern des Alai-Gebirges, des Tianschan, des Hindukusch und des Himalaya vor. Weiter im Osten schließt sich vom Süden Gansus und Westen Sichuans in Zentralchina bis zum Ostchinesischen Meer ein geschlossenes Verbreitungsgebiet an, im Süden reicht es bis etwa zum 22. Breitengrad an der Küste des Südchinesischen Meeres.
Die Amseln des Indischen Subkontinents werden teilweise auch als eigenständige Art betrachtet (siehe Systematik). Im Westen, Süden und Osten Indiens kommen sie im bewaldeten Bergland vor, zudem auf Sri Lanka.

### Einbürgerungen
Die ersten Amseln erreichten den australischen Kontinent 1857 in Melbourne; es ist aber nicht überliefert, ob einzelne von ihnen freigelassen wurden. Seitdem sind in Australien bis weit ins 20. Jahrhundert hinein zahlreiche Auswilderungen dokumentiert, wobei davon ausgegangen wird, dass es viele weitere private Freilassungen gab. Die Hauptvorkommen liegen heute im Südosten Australiens südlich des 33. bis 34. Breitengrads; die Amseln dringen dabei immer weiter nach Norden vor. Südlich vom australischen Festland kommen sie auch in Tasmanien und auf den Inseln der Bass Strait vor. Die Amsel gilt in Australien vielerorts als Schädling, weil sie in Obstplantagen, Gärten oder Weinbergen Schaden anrichtet, teilweise wird sie von Plantagenbesitzern abgeschossen.
In den 1860er Jahren wurde die Amsel auch in Neuseeland eingeführt. Zahlreiche Vögel wurden auf der Nord- und auf der Südinsel freigelassen. Heute kommt sie auf beiden Hauptinseln flächendeckend vor, ebenso auf den meisten der vorgelagerten Inseln. Es ist möglich, dass die dortigen Amseln die Ausbreitung eingeführter Pflanzenarten begünstigen.
Erfolglose Einbürgerungsversuche sind von Nordamerika und Südafrika sowie von St. Helena und den Fidschi-Inseln bekannt.

### Wanderungen
In Europa ist der Anteil der ziehenden Individuen im Norden und Osten am höchsten. In Schweden ziehen 76 Prozent, in Finnland sogar 89 Prozent. In Mitteleuropa liegt die Zahl der wegziehenden Amseln dagegen nur bei 25 Prozent. Der Zug erfolgt vorwiegend in südwestlicher Richtung, die ziehenden Amseln verstärken im Winter die Populationen im Westen und Süden Europas. Die Brutvögel Baden-Württembergs überwintern beispielsweise in Norditalien, Nordspanien und vor allem in Südwest- und Südfrankreich, bevorzugtes Winterquartier ist das untere Rhônetal.
Im Siedlungsgebiet ist der Anteil ziehender Amseln niedriger als bei Waldamseln. Außerdem ziehen weniger Männchen als Weibchen, ältere Männchen bleiben noch häufiger im Brutgebiet. Der Bruterfolg bei nicht ziehenden Männchen ist zudem größer als bei den ziehenden. Diese Indizien legen nahe, dass ein für Teilzieher typisches Gleichgewicht der Strategien besteht: Im Brutgebiet bleibende Vögel haben eine höhere Mortalitätsrate im Winter, dafür können sie aber bessere Brutreviere besetzen. Eine zwischen 1998 und 2000 im Raum München durchgeführte Studie deutet darauf hin, dass die geringere Zugbereitschaft der Männchen im Siedlungsgebiet bereits genetisch bedingt sein könnte.
Im Juli sind in Mitteleuropa erste Zugbewegungen zu erkennen, dabei handelt es sich aber wohl vorwiegend um nachbrutzeitliche Dispersion. Verstärkter Zug ist vor allem in der zweiten Septemberhälfte festzustellen, der Hauptdurchzug findet Mitte Oktober statt. Ende Oktober nehmen die Zugbewegungen deutlich ab und enden im November. In den Wintermonaten kann bei den nicht fortgezogenen Vögeln während extremer Witterung eine Kälteflucht stattfinden. Die heimziehenden Amseln treffen in Mitteleuropa zwischen Mitte Februar und Mitte April ein.
Amseln ziehen hauptsächlich nachts oder in den frühen Morgenstunden. Der Zug erfolgt in kleinen Etappen mit häufigen, aber kurzen Pausen. Das Wetter beeinflusst das Zugverhalten vergleichsweise wenig. Dabei werden von ziehenden Amseln auch die Nordsee und das Mittelmeer sowie die Alpen überflogen.
Die Amseln in Australien und Neuseeland sind fast ausschließlich Standvögel, es gibt wenige Hinweise, die auf Zugbewegungen hindeuten, einzelne Ringfunde lassen auf eine gelegentliche Überquerung der Bass Strait schließen.

## Lebensraum
Die Amsel, die Drosselart mit dem dunkelsten Gefieder, bewohnte ursprünglich bevorzugt den Innenbereich feuchter, dichter Wälder. Auch heute noch brütet sie an den dunklen Standorten unterholzreicher Wälder und sucht auf vegetationsfreien oder kurzrasigen Böden nach Nahrung. In einem solchen Habitat ist das bei Dämmerlicht für Singvögel außergewöhnlich gute Sehvermögen der Amsel sicher von Vorteil. Am anderen Ende des außerordentlich breiten Habitatsspektrums stehen die belebten Zentren von Großstädten, so dass sich aufgrund dieser Gegensätzlichkeit die Bezeichnungen Wald- und Stadtamsel eingebürgert haben.
Die Amsel kommt in nahezu allen Arten von Kulturlandschaft vor. Ihre Habitate umfassen dabei Vorgärten, Parks und parkähnliche Anlagen, Baum- und Strauchgruppen in Industriegebieten, Streuobstwiesen, buschbestandene Heiden sowie die weitgehend offene Feldflur, sofern diese mit Feldgehölzen oder Sträuchern aufgelockert ist. Neben naturnahen, alten Wäldern werden auch monokulturell bewirtschaftete Forste besiedelt, wobei Laubwälder gegenüber Nadelwäldern bevorzugt werden. Auch in Schilfröhrichten brütet die Amsel. Die am Boden nach Nahrung suchenden Vögel entfernen sich in allen Lebensräumen nicht allzu weit von Deckung bietender Vegetation. Bis auf wenige Ausnahmen liegt die Niederschlagsmenge in den von der Amsel besiedelten Lebensräumen über 300 mm pro Jahr.
Die bei weitem höchste Siedlungsdichte wird innerhalb von Ortschaften erreicht, nicht selten liegt sie bei vier und mehr Brutpaaren pro Hektar. Auf einem Friedhof in Ravensburg wurden in mehreren aufeinander folgenden Jahren zwischen fünf und sieben Brutpaare pro Hektar gezählt. In Wäldern ist die Siedlungsdichte dagegen erheblich geringer, selten brüten mehr als 0,5 Brutpaare pro Hektar. In ländlichen Gebieten und Dörfern liegt die Siedlungsdichte zwischen denen der Städte und der Wälder.
Seit 150 bis 200 Jahren dringt die Amsel ins menschliche Siedlungsgebiet vor. Dabei scheint sie zunächst die am Rande der Ortschaften, oft in Waldnähe gelegenen parkähnlichen Anlagen und Gärten zu besiedeln. Dieser Prozess fand und findet in weiten Teilen des Verbreitungsgebietes statt und verläuft regional unterschiedlich schnell: In Bamberg wurde bereits 1820 von Stadtamseln berichtet, in London ist die Amsel erst in den 1930er Jahren in den großen Parks der Stadt heimisch geworden. Ein hemmender Faktor bei der Verstädterung ist die Bejagung, die noch immer in Teilen des Verbreitungsgebiets stattfindet. Einer der begünstigenden Faktoren ist das mildere Mikroklima. Zudem ermöglicht die künstliche Beleuchtung in Städten die Brutperiode auszudehnen; außerdem besteht ganzjährig ein gutes Nahrungsangebot.
Auch die Gebirgswälder werden von der Amsel besiedelt. In den Alpen kommt sie bis an die Waldgrenze vor, im Hohen Atlas findet man sie bis 2300 Meter Höhe. Noch höher liegt der Lebensraum der Unterart T. m. maximus im Himalaya, diese ist zwischen 3000 und 4500 Metern häufig und kommt sogar bis 5300 Meter vor.

## Nahrung und Nahrungserwerb

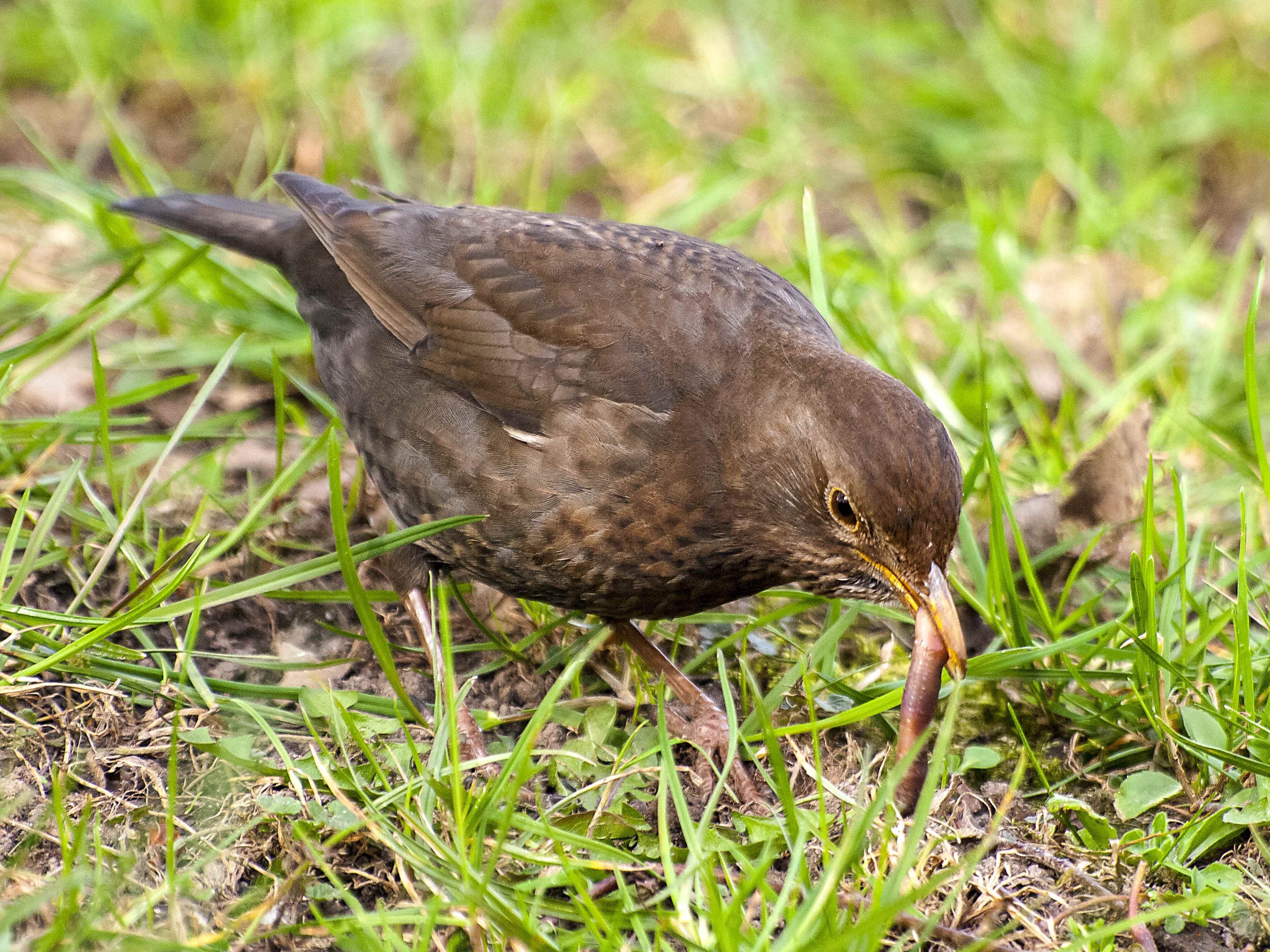
Eine Amsel erbeutet einen Wurm.

Amseln sind flexible und anpassungsfähige Allesfresser, aber während des ganzen Jahres zumindest auf geringe Mengen tierischer Nahrung angewiesen. Wenn Letztere knapp oder nur mit unverhältnismäßigem Aufwand zu beschaffen ist, spielen Beeren und andere Früchte eine größere Rolle.
Hauptbestandteile der tierischen Nahrung sind Regenwürmer und Käfer bis zur Größe des Maikäfers, regelmäßig werden auch Schnecken, Blutegel, Tausendfüßer, Spinnen sowie verschiedene Insektenstadien verwertet. Neben zahlreichen weiteren Wirbellosen zählen auch kleinere Wirbeltiere zum Nahrungsspektrum, darunter Eidechsen, Schwanz- und Froschlurche, Mäuse und Spitzmäuse sowie in Ausnahmefällen auch Schlangen. Auch fischende Amseln sind schon beobachtet worden. Bei Nahrungsmangel werden als Ersatznahrung auch kleinere Insekten wie beispielsweise Blattläuse verwertet.

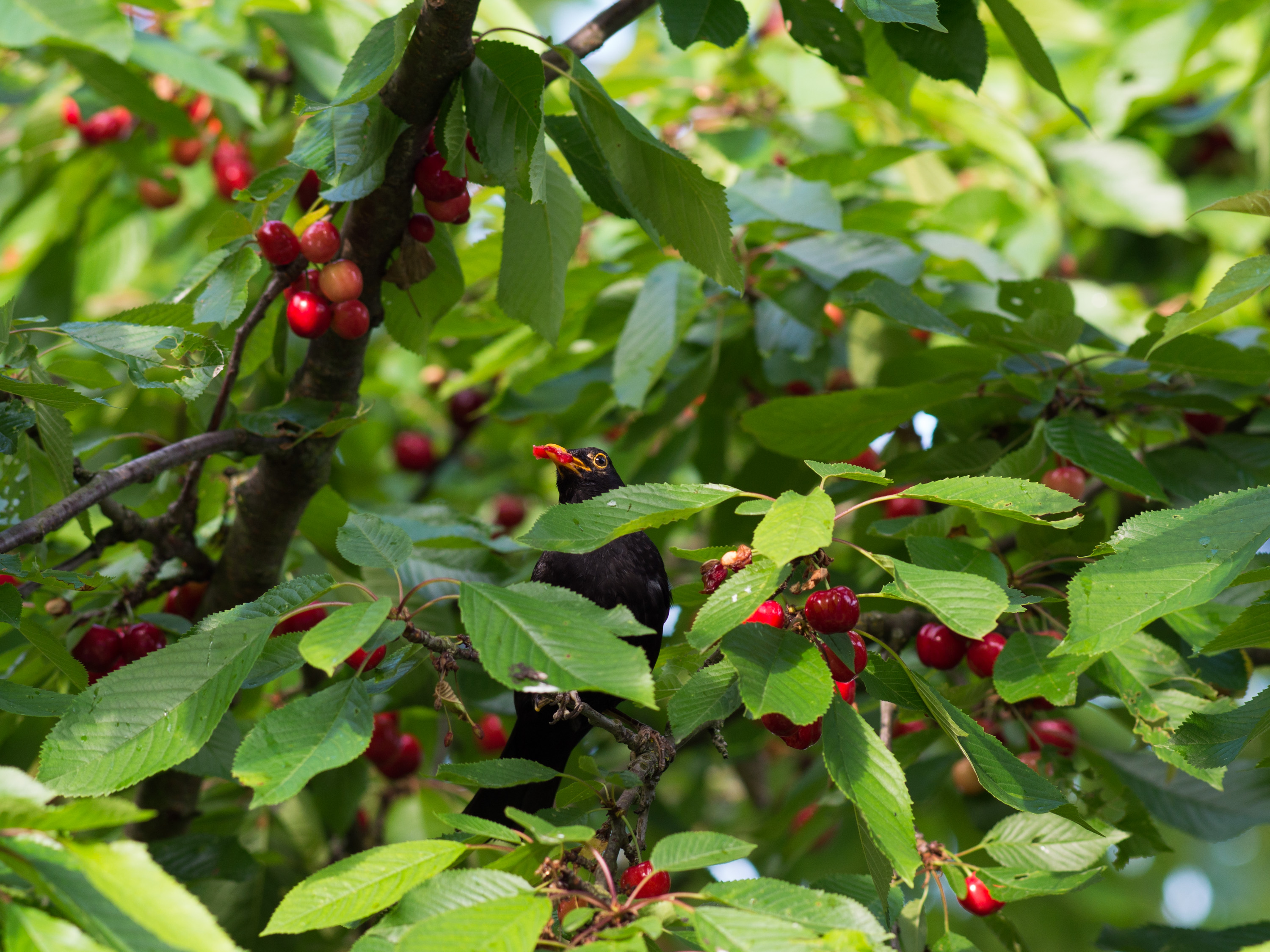
Eine Amsel frisst Kirschen.

Während Amseln sich zu Beginn der Brutzeit fast ausschließlich tierisch ernähren, nimmt in Mitteleuropa ab Mitte Mai der Anteil von Beeren und Früchten an der Nahrung zu. Die Amsel ist dabei der vielseitigste Früchtefresser unter den Drosseln; sie meidet allerdings rigoros die Früchte der Weißbeerigen Mistel mit ihrem zähschleimigen Inhalt. Der Anteil an Beeren und Früchten von Ziergehölzen ist vergleichsweise hoch. Die Früchte werden vorwiegend nach der Reihenfolge des Heranreifens und nach dem Zuckergehalt gewählt. Der Anteil fleischiger Früchte erreicht von Oktober bis November seinen Höhepunkt, in Weinbergen und Obstplantagen kann es während dieser Zeit zu größeren Ansammlungen von Amseln kommen. Im Winter stellen in Europa die Früchte des Efeus meist die einzige noch verbliebene pflanzliche Nahrung dar. Bei Nahrungsmangel nutzen Amseln im Siedlungsgebiet das Angebot der Winterfütterung, auch werden Sämereien in größeren Mengen aufgenommen, aber diese werden wie die Samen aufgenommener Früchte kaum verdaut. Amseln suchen auch in Abfällen nach Nahrung.
Es gibt viele Beobachtungen von ungewöhnlich erscheinenden Ernährungsgewohnheiten bei Amseln. Hierzu zählen das Plündern der Nester anderer Drossel- und Finkenarten sowie der Verzehr aus dem Nest gefallener Sperlinge. Auch Aas wird offensichtlich verwertet, zudem gibt es Berichte über Koprophagie und Kannibalismus.
Charakteristisch für die Nahrungssuche am Boden ist das Hüpfen einer kurzen Strecke und ein anschließendes regungsloses Verharren, wobei die Amsel den Kopf schief hält und eine bestimmte Stelle fixiert, um blitzschnell mit dem Schnabel zuzustoßen. Zu beobachten sind auch Amseln, die dürres Laub mit hastigen Pickbewegungen erfassen, umdrehen und beiseite werfen. Herabgefallene Beeren oder Früchte werden vom Boden aufgenommen, seltener auch von Bäumen oder Sträuchern gepickt, oder manchmal sogar in einem kurzen Rüttelflug abgerissen.
Amseln trinken selten, da die aufgenommene Nahrung meist ausreichend Wasser enthält. Beim Trinken begeben sie sich oft bis zum Bauch in seichtes Wasser und tauchen den Schnabel ein.

## Fortpflanzung
Im Regelfall werden Amseln im Frühjahr, am Ende des ersten Lebensjahres, geschlechtsreif. Innerhalb einer Brutsaison führen Amselpaare größtenteils eine monogame Beziehung. Bei Standvögeln, insbesondere auf den Britischen Inseln, scheint der Zusammenhalt der Paare fester und auch mehrere Brutperioden zu überdauern, dennoch sind bei etwa 18 Prozent der Jungen die aufziehenden Amselmännchen nicht die Väter. Bigynie wurde nachgewiesen, ist aber selten.
Amseln gehören zu den Frühbrütern. In Mitteleuropa gibt es die ersten Bruten Ende Februar oder Anfang März. Zwei bis drei Jahresbruten sind hier die Regel, letzte Bruten sind bis Ende August möglich. In manchen Teilen des Verbreitungsgebiets gibt es nur zwei Jahresbruten. Schachtelbruten sind häufig. In Australien und Neuseeland liegt die Brutzeit hauptsächlich zwischen August und Dezember. Im Siedlungsgebiet gibt es insbesondere in milden Wintern gelegentlich Brutversuche und auch erfolgreiche Bruten.

### Paarbildung und Balz
In Mitteleuropa kann bereits im November die Neuformierung von Revieren durch die im Brutgebiet verbliebenen Männchen beginnen. Zu dieser Zeit gibt es vor allem bei Stadtamseln auch bereits erste Anzeichen der Paarbildung. Vor allem erwachsene Männchen verfolgen bereits im Winter bestimmte Weibchen und versuchen Konkurrenten fernzuhalten. Auch ziehende Vögel können bereits verpaart im Brutgebiet eintreffen. In der Regel erfolgt die Paarbildung aber erst im Spätwinter oder Frühling, indem Weibchen ein Männchen mit geeignetem Revier wählen. Erstbrüter siedeln sich im März und April zwischen bereits besetzten Revieren an oder versuchen fremde Brutreviere zu übernehmen.
Heimkehrende Amseln können bereits verpaart im Brutgebiet eintreffen, aber auch bei diesen beginnt die eigentliche Balz in Mitteleuropa typischerweise im März, bei noch unverpaarten Amseln ist sie Bestandteil der Paarbildung. Beim typischen Balzritual, das häufig nach dem morgendlichen Reviergesang stattfindet, läuft das Männchen im „Imponierschritt“ vor dem Weibchen auf und ab. Dabei stolziert es hoch aufgerichtet mit lang gestrecktem Hals, das Kopfgefieder eng angelegt und das Brust- und Bauchgefieder aufgeplustert. Das Intertarsalgelenk des Standbeins wird weitest möglich durchgedrückt, das Schwungbein hochgezogen. Die leicht hängenden Flügel des Männchens zittern und es gibt „ziep“-Laute, Balztriller oder Balzgesang von sich. Einer sich an die Balz anschließenden Kopulation geht meist eine Paarungsaufforderung des Weibchens voraus; es kommt auch zu Kopulationen ohne vorausgehendes Balzritual.

### Neststandort und Nestbau

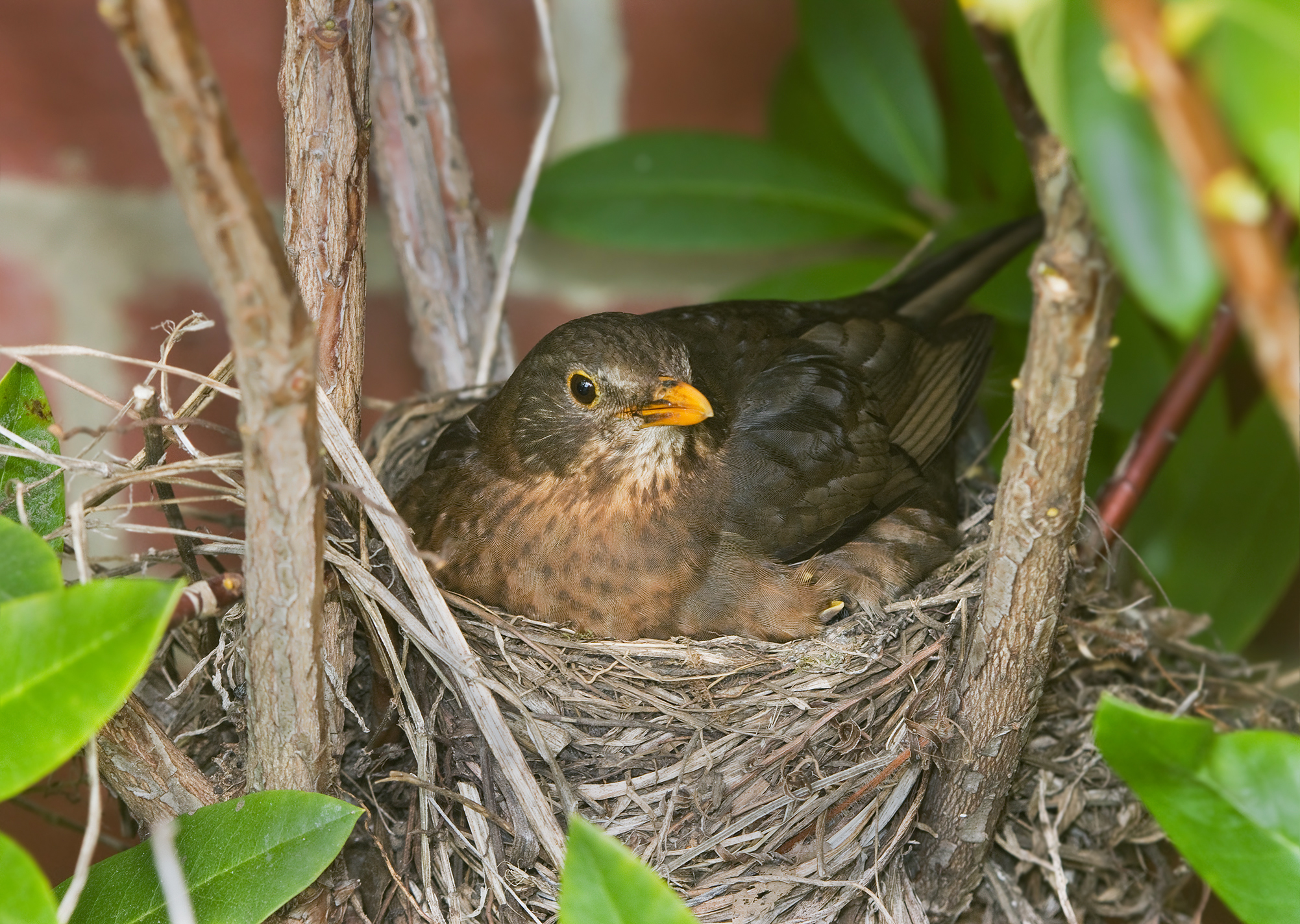
Brütendes Amselweibchen

Amseln sind Freibrüter und nisten vorwiegend in Bäumen und Sträuchern, aber auch am Boden. Die Rolle des Männchens bei der Nistplatzwahl ist umstritten. Manche Autoren gehen von einer alleinigen Entscheidung des Weibchens aus, andere nehmen an, dass das Männchen dem Weibchen die in Frage kommenden Nistplätze zeigt oder auf andere Weise mehr oder weniger Einfluss nimmt.
Das Nest wird in der Regel auf einer festen Unterlage errichtet und ist von oben etwas geschützt. Bevorzugt werden halbdunkle Standorte in immergrünen Gehölzen, insbesondere in Nadelbäumen. In natürlichen Habitaten sind Amselnester im Vergleich zu denen der Sing- oder Wacholderdrossel besser versteckt. Auch liegen sie weniger hoch über dem Boden, in weiten Teilen des Verbreitungsgebiets liegt die typische Nesthöhe zwischen 1,5 und 2 Metern. Später im Jahr gebaute Nester liegen durchschnittlich höher, was aber durch die vermehrte Nutzung inzwischen Laub tragender Bäume bedingt ist.
In Siedlungen liegen die Nester tendenziell höher, es werden vielfach mit Kletterpflanzen bewachsene Hausfassaden und Mauern genutzt oder die Nester, wie auch in natürlichen Habitaten, in immergrünen Gehölzen gebaut. Aber auch in Siedlungen sind Nester die Ausnahme, die mehr als sieben Meter über dem Boden liegen. Amseln bauen dort auch – ähnlich dem Hausrotschwanz – Nester auf Balken oder in Nischen. Es gibt Berichte über äußerst merkwürdige Niststandorte, beispielsweise im Motorraum abgestellter Autos, in fahrenden Kränen oder in Leuchtreklame-Schriftzügen – mit einer Vorliebe für runde Buchstaben und einer offensichtlichen Abneigung gegen die Farbe Rot.

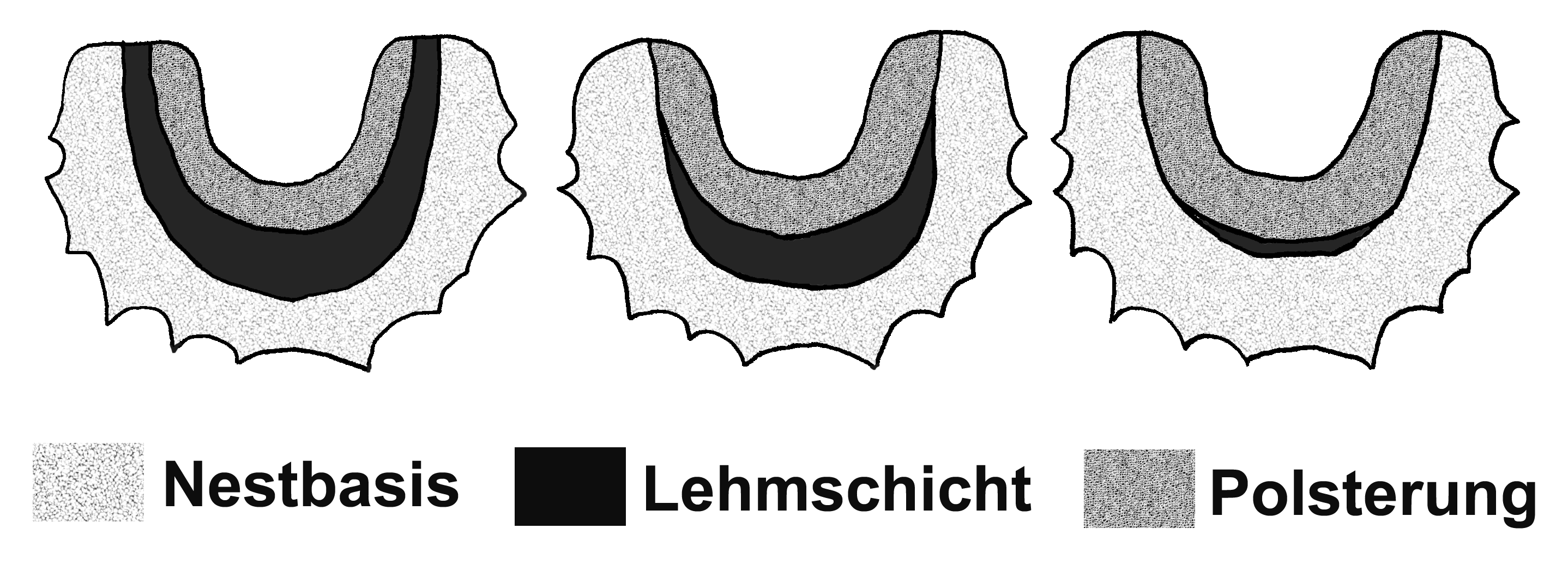
Nestvarianten, auch alle Zwischenstufen sind möglich, im Frühjahr gebaute Nester enthalten gewöhnlich mehr Lehm oder Erde als spätere

Das Weibchen baut das schalenförmige Nest alleine; das Material dazu wird ausschließlich am Boden gesammelt. Zunächst errichtet das Weibchen aus dünnen Zweigen, groben Halmen, Moos und Flechten die Nestbasis, die mit etwas feuchter Erde verfestigt wird. Darauf formt es mit dünnen Halmen, Laub und Moos die Nestmulde. Diese wird anschließend mit Lehm oder feuchtem Schlamm ausgekleidet. Nach einer witterungsabhängigen Trockenpause von 12 bis 24 Stunden kleidet das Weibchen die Mulde mit dünnen Grashalmen und Blättern aus und gibt dieser durch Hin- und Herbewegungen die endgültige Gestalt. Für die Nestbasis werden häufig auch Papier- oder Kunststofffetzen, Textilien oder ähnliches künstliches Nistmaterial verwendet – auch von Waldamseln.
Form und Größe des Nests hängen vom Standort ab: Nester in Astgabeln und Nischen sind kleiner, solche auf flacher Unterlage wie Balken oder Baumstümpfen dagegen größer. Der Außendurchmesser der nicht immer ganz runden Nester liegt im Mittel ungefähr bei 16 Zentimetern, der Durchmesser der Mulde bei 10 Zentimetern. Das Weibchen baut im Mittel zwei bis fünf Tage am Nest, bei Folgebruten kann es auch schneller gehen. Für jede Brut wird meist ein neues Nest gebaut, an geschützten Standorten, besonders in Siedlungen, kann dasselbe Nest aber auch ausgebessert und wieder verwendet werden.

### Gelege und Brut

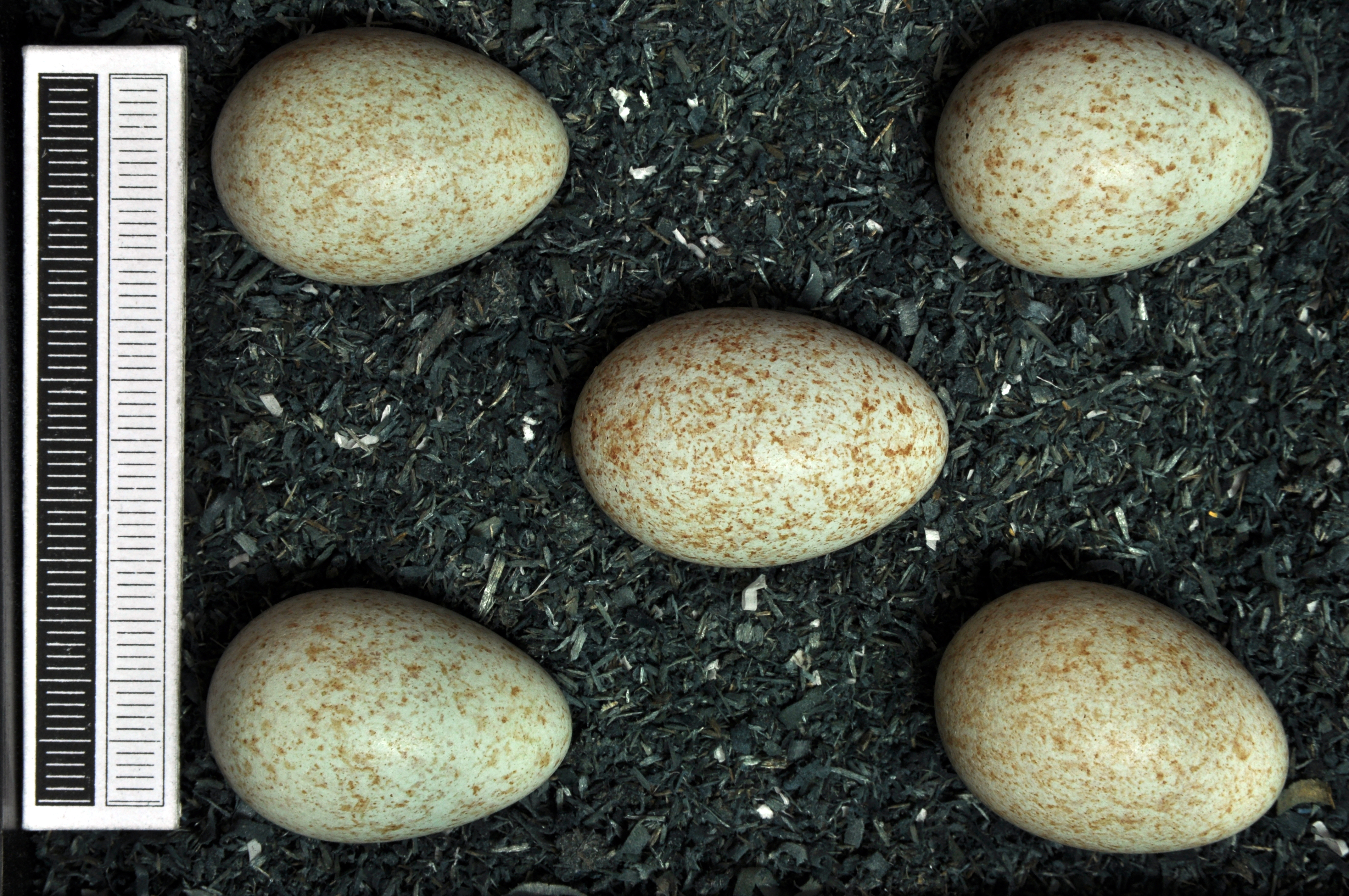
Gelege, Sammlung Museum Wiesbaden

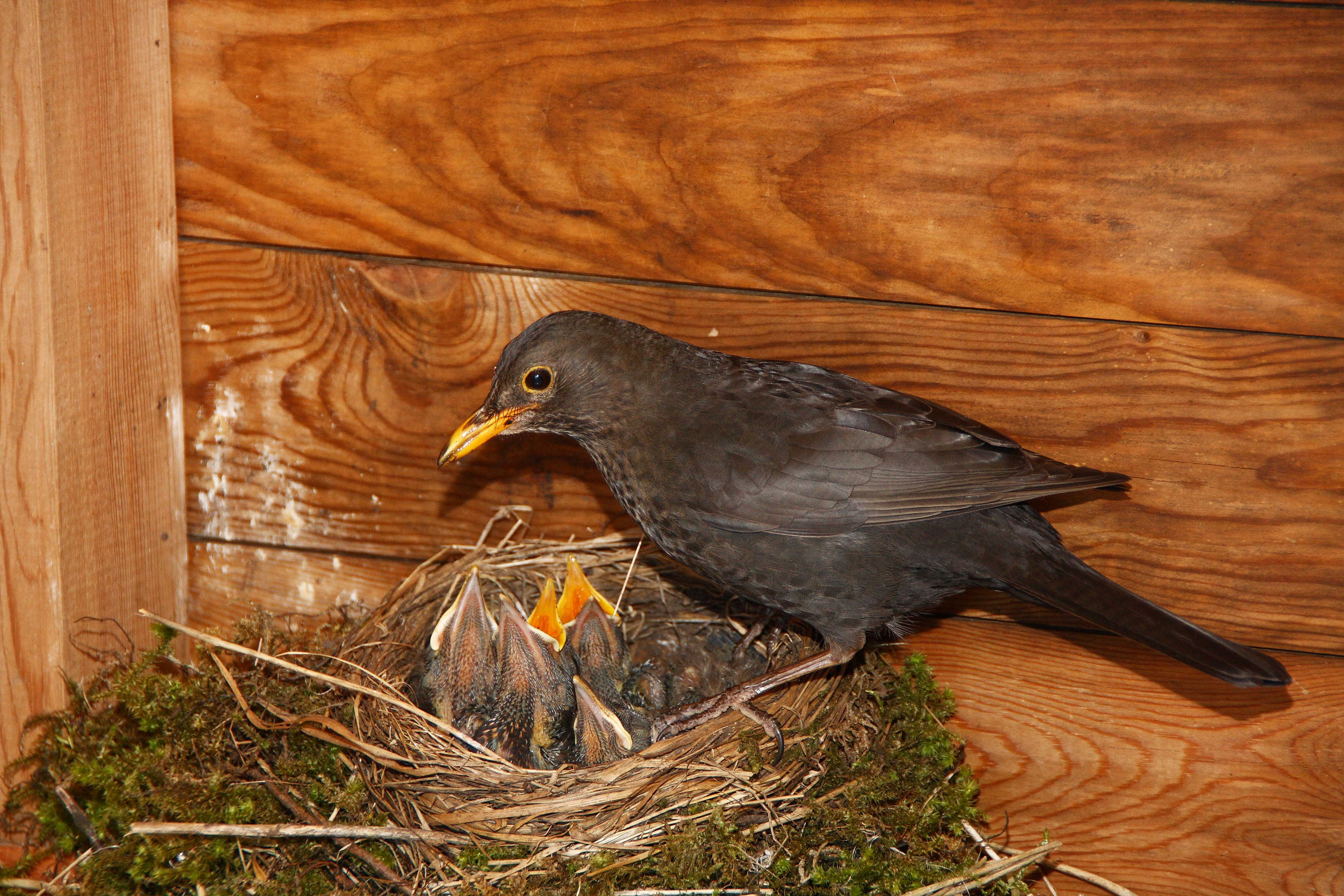
Fütterndes Männchen

Nach Vollendung des Nestbaues vergehen in der Regel ein bis drei Tage bis zur Ablage des ersten Eies, dann werden die Eier im Abstand von 24 Stunden gelegt. Ein Gelege besteht normalerweise aus vier bis fünf Eiern, zu Beginn und Ende der Brutperiode sind es oft jedoch nur drei oder gelegentlich nur zwei Eier. Größere Gelege mit sechs oder sieben Eiern kommen vor, stammen aber manchmal wohl von mehr als einem Weibchen.
Die Eier sind meist oval bis kurzoval, mitunter leicht elliptisch. Die Grundfarbe frischer Eier ist grün, Farbe und Zeichnung der mäßig glänzenden Eier können aber sehr unterschiedlich sein. Die Größe der Eier europäischer Amseln lässt keine signifikante geografische Variation erkennen, sie liegt im Mittel bei 29,5 × 21,5 Millimeter, das Gewicht bei etwas mehr als sieben Gramm.
Es brütet in der Regel nur das Weibchen. Es gibt auch Berichte über brütende Männchen; allerdings sitzt das Männchen bei Abwesenheit des Weibchens manchmal auf oder im Nest und bewacht lediglich das Gelege. Das Weibchen übernachtet normalerweise bereits nach Ablage des zweiten Eies im Nest, brütet aber erst ab dem dritten Ei. Der Vogel verlässt das Nest dann nur noch zur Nahrungsaufnahme, Fütterungen des Weibchens durch das Männchen sind äußerst ungewöhnlich. Die Brutdauer liegt zwischen 10 und 19 Tagen, im Mittel bei 13 Tagen.

### Entwicklung der Jungen
Alle Jungen eines Geleges schlüpfen im Regelfall innerhalb von zwei Tagen. Beide Geschlechter beteiligen sich an der Fütterung. Im Normalfall hudert nur das Weibchen, bei Tod des Weibchens kann das Männchen diese Aufgabe übernehmen und auch die Jungenaufzucht erfolgreich zu Ende bringen. Im Mittel werden pro Nestling an einem Tag 16 Gramm Nahrung verfüttert. Zu Beginn der Brutzeit handelt es sich dabei nahezu ausschließlich um tierische Nahrung, später kommen auch Beeren und fleischige Früchte hinzu. Frisch geschlüpfte Nestlinge wiegen 5 bis 7 Gramm, bei Verlassen des Nests nach etwa 13 bis 15 Tagen wiegen sie etwa 65 Gramm.
Nach dem „Ausfliegen“ sind die Jungvögel zunächst nahezu flugunfähig, sie halten sich sehr still und unauffällig in Deckung auf, tagsüber vor allem am Boden. Der Nachwuchs wird zur Betreuung gewöhnlich unter den Eltern aufgeteilt. Im Alter von etwa 18 Tagen können die Jungvögel fliegen, nach 19 bis 32 Tagen sind sie selbstständig. Die Dismigration beginnt im Alter von 7 bis 8 Wochen.

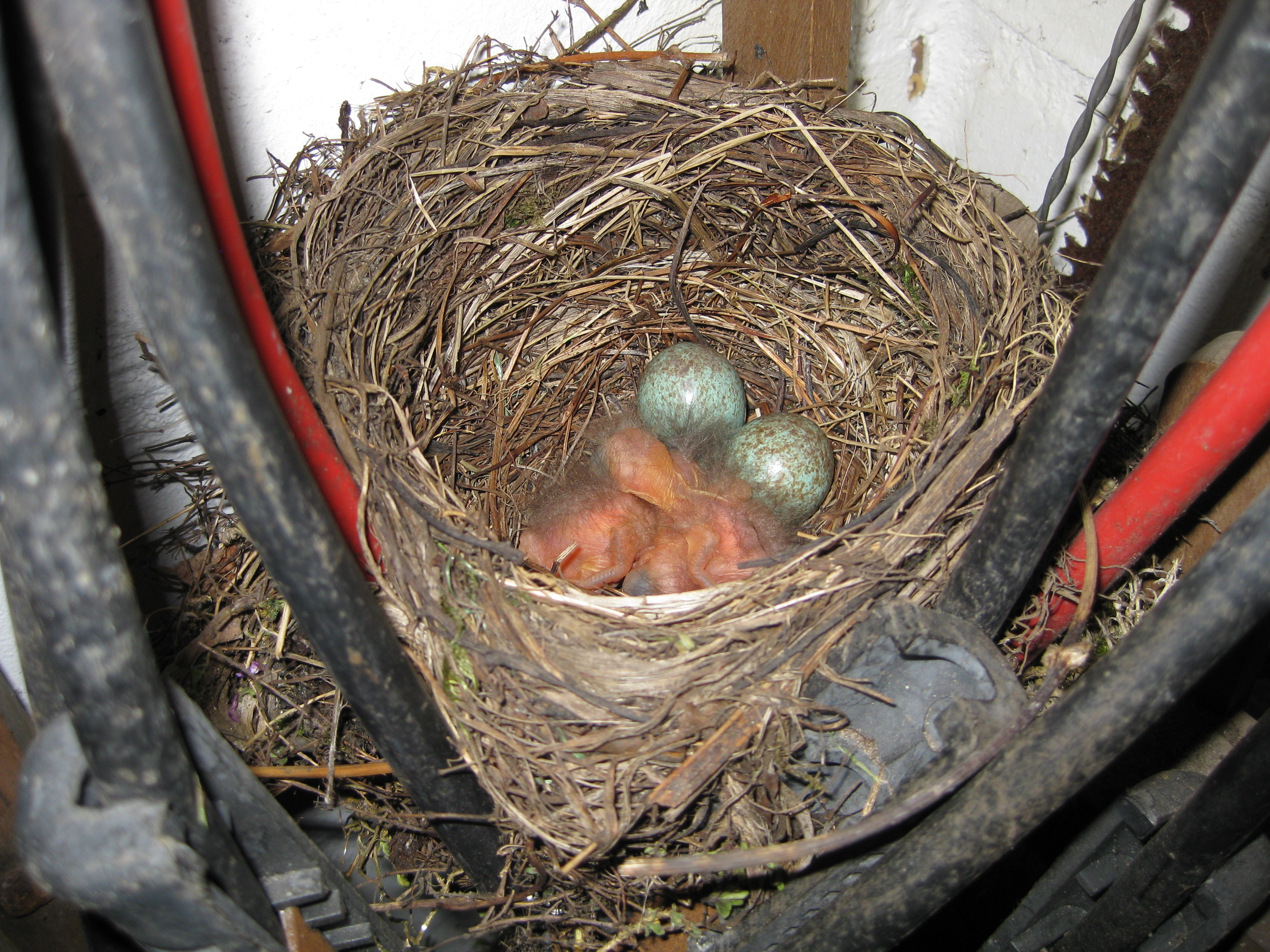
Nestlinge und Eier am Schlupftag
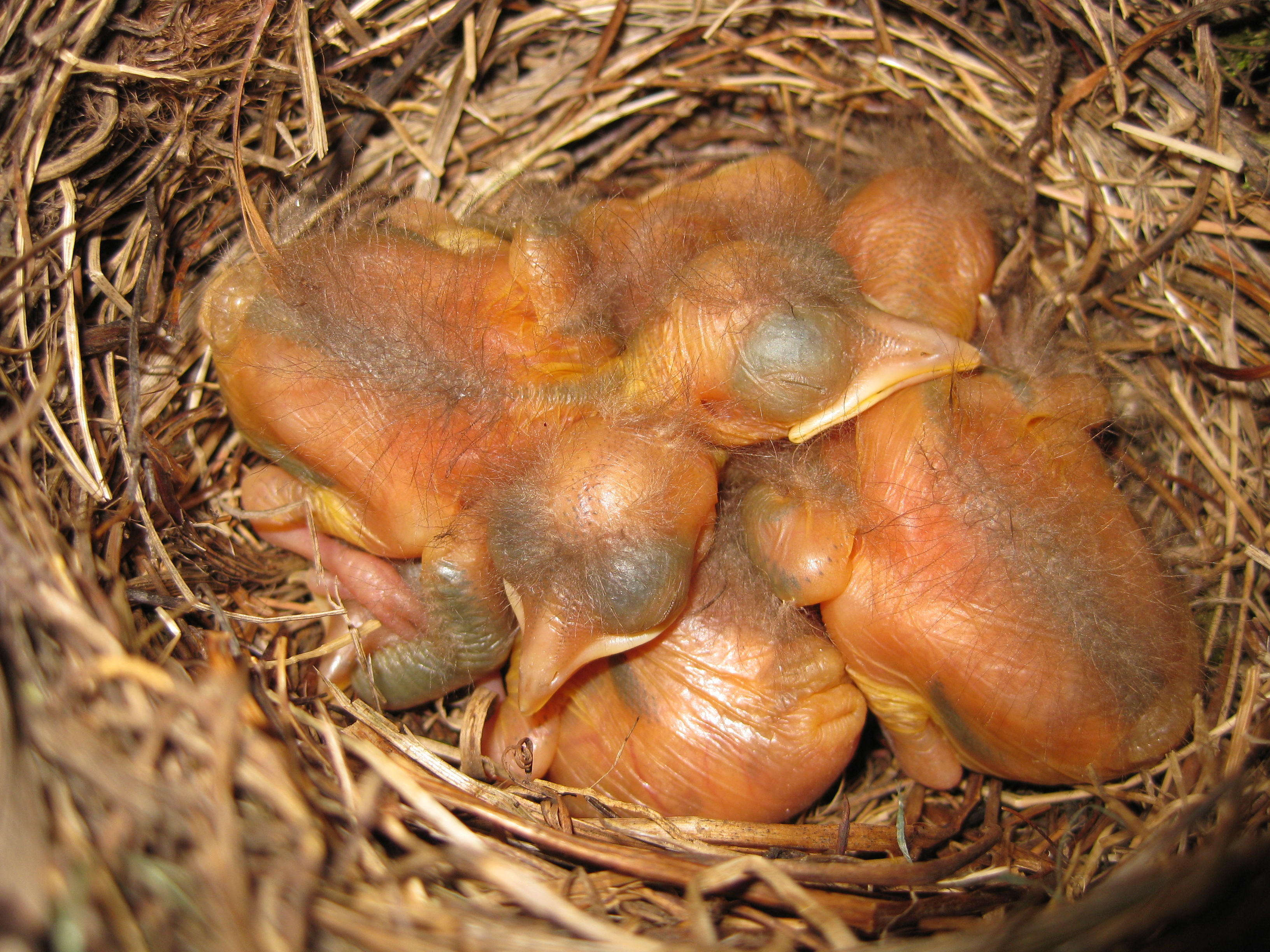
Nestlinge im Alter von zwei Tagen
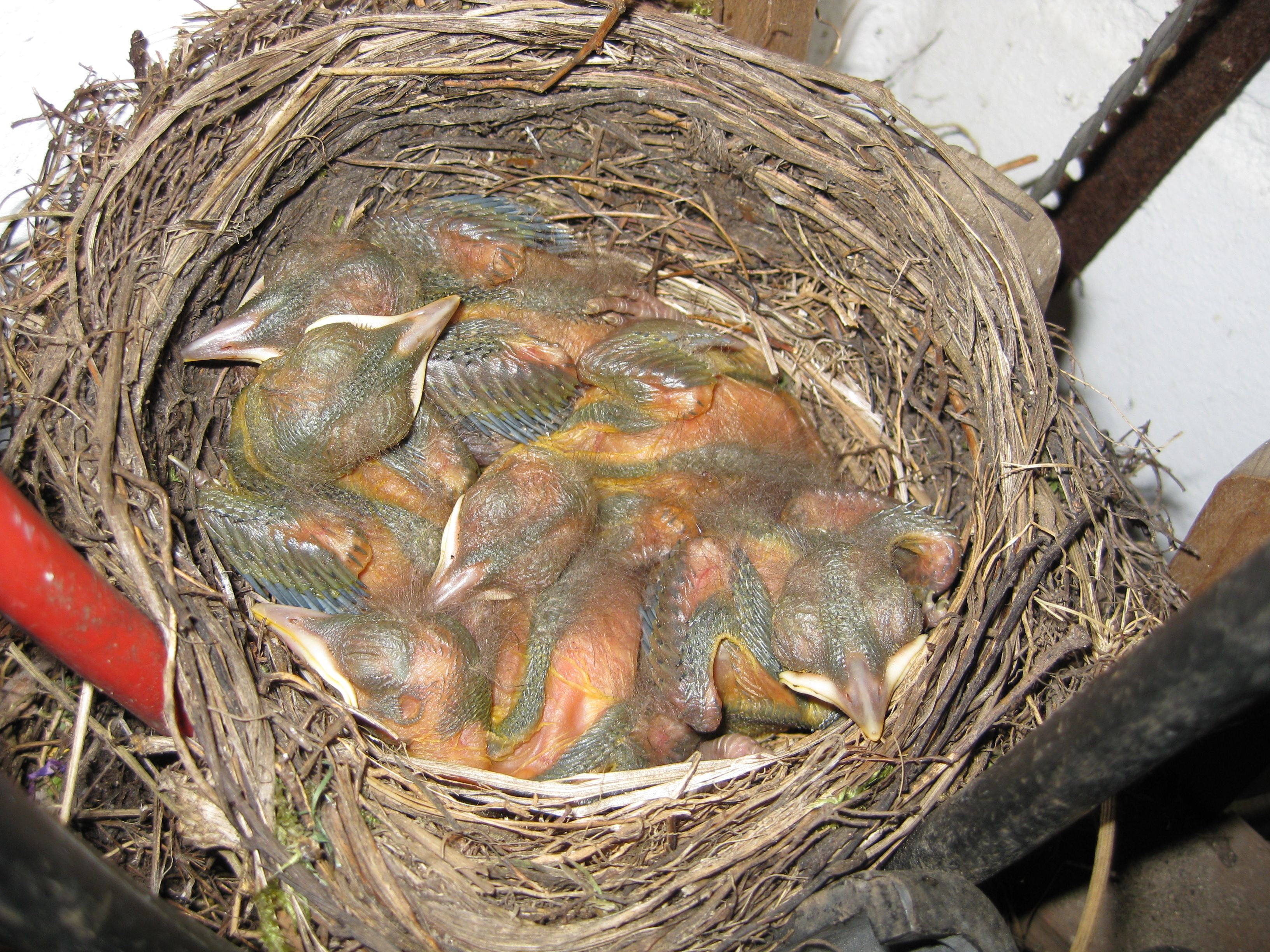
Nestlinge im Alter von fünf Tagen
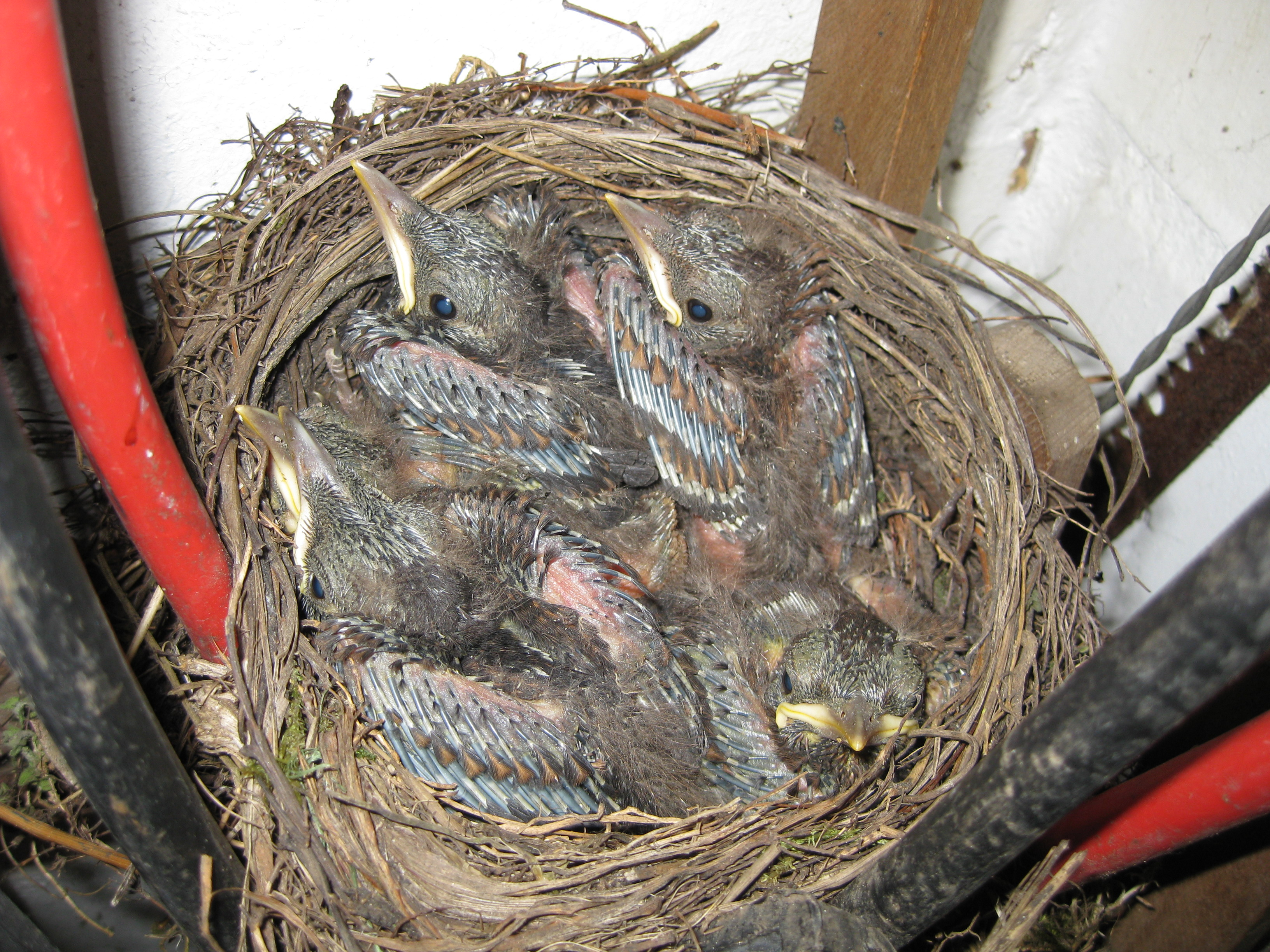
Nestlinge im Alter von acht Tagen
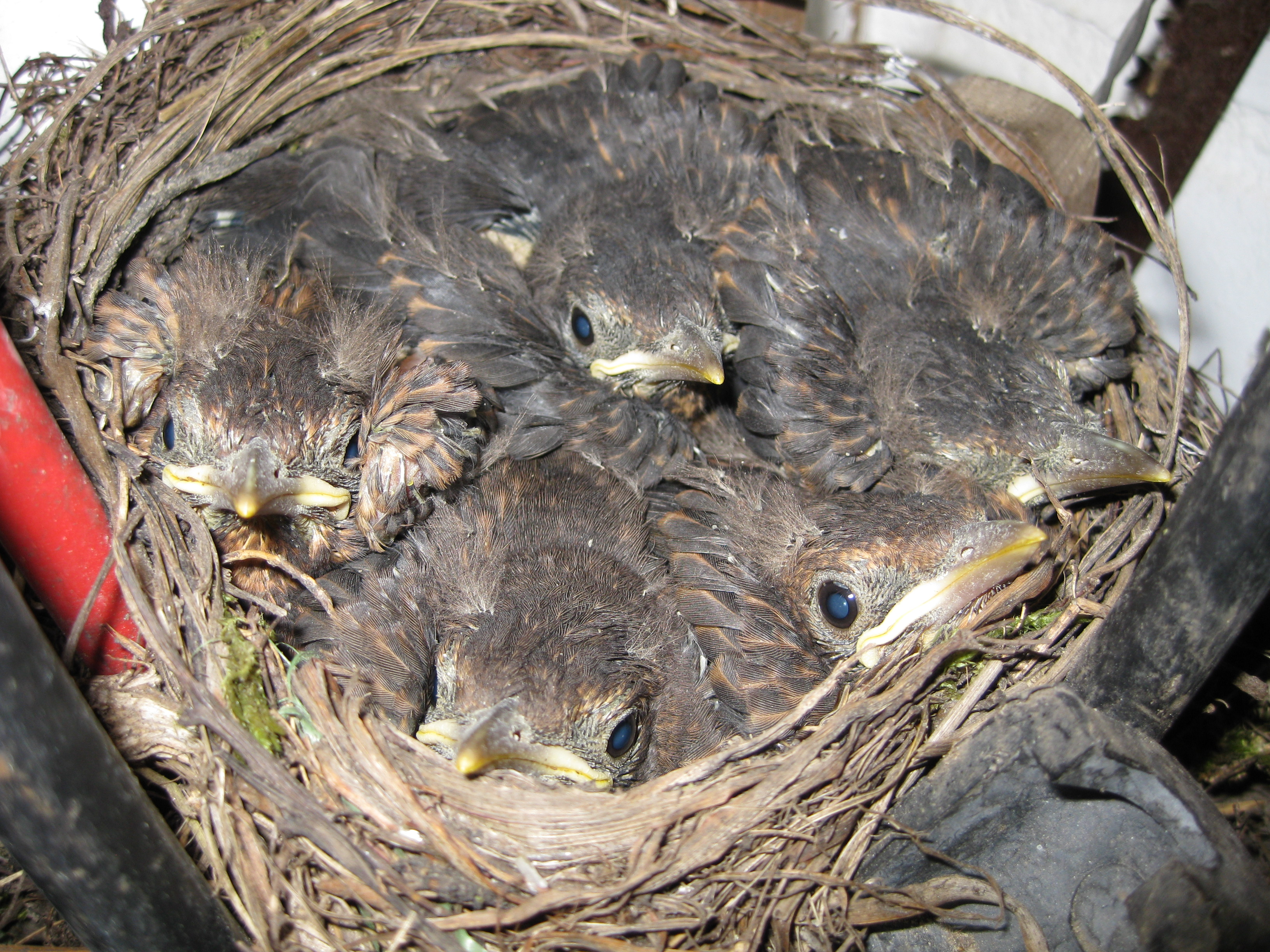
Nestlinge im Alter von zehn Tagen
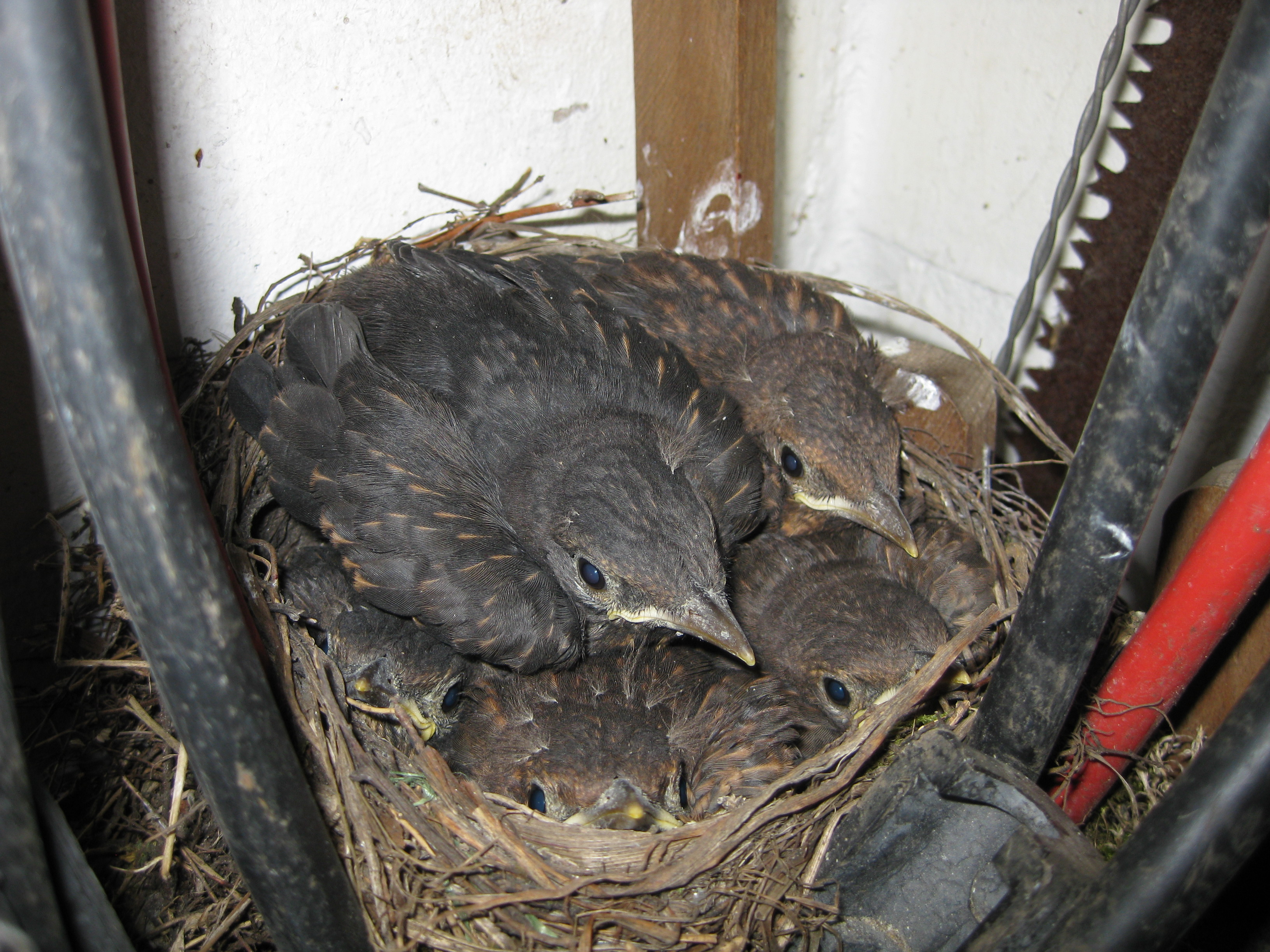
Nestlinge im Alter von zwölf Tagen.
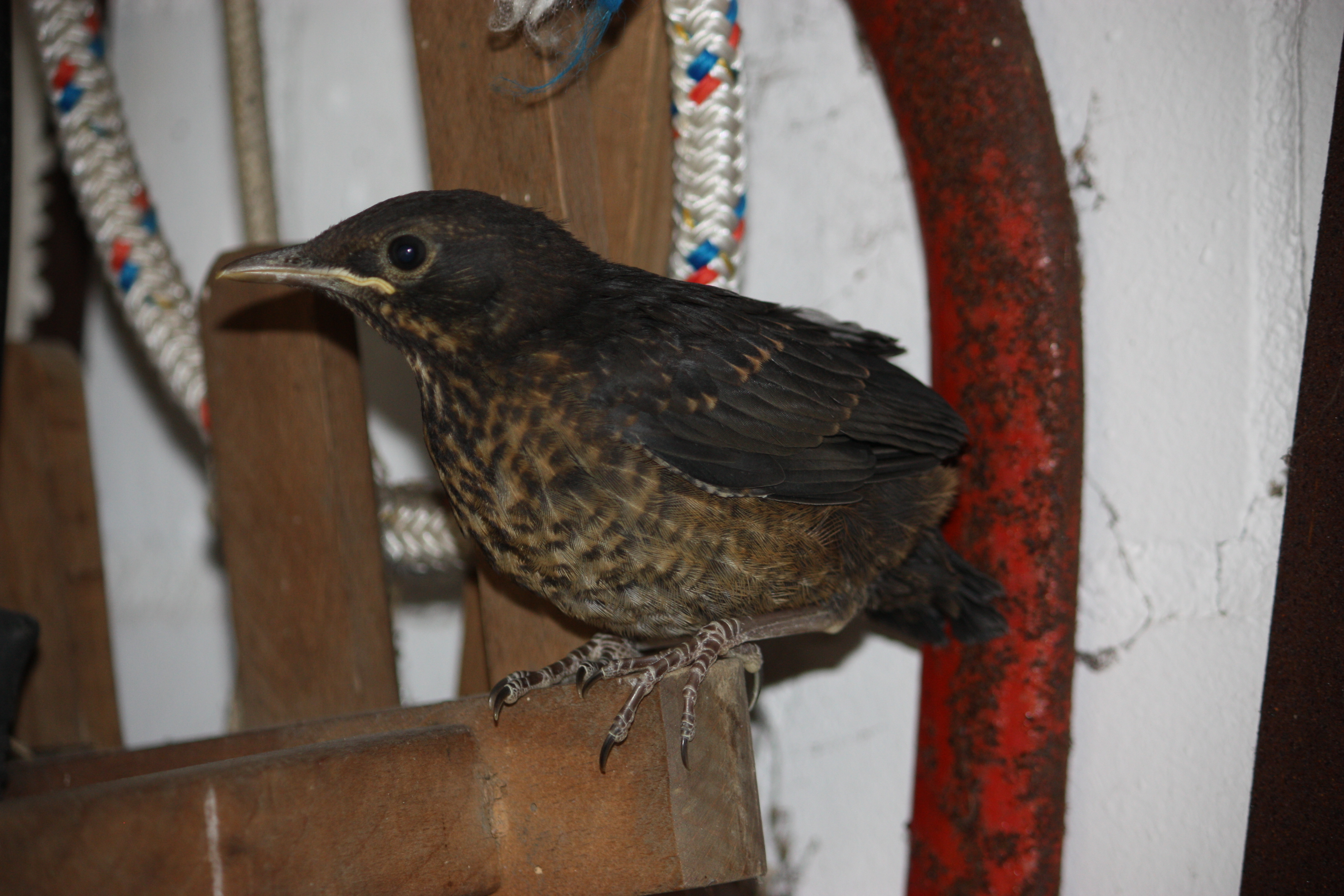
Nestling nach Verlassen des Nests am 14. Tag
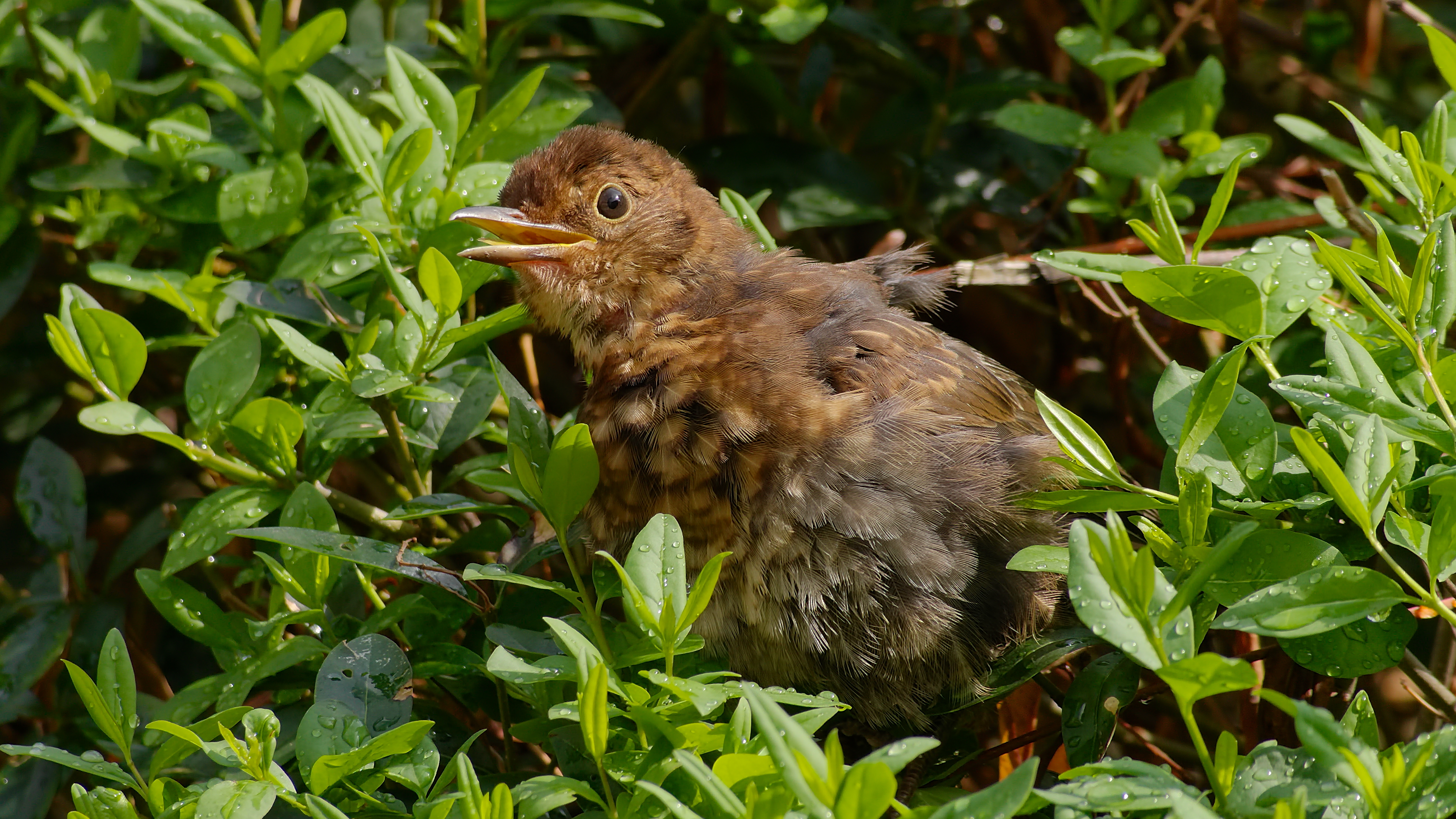
Ästling

### Bruterfolg
Im Siedlungsgebiet können zwar mehr Bruten pro Jahr erfolgen, der Bruterfolg wird aber durch Störungen durch den Menschen sowie die große Zahl an Hauskatzen beeinträchtigt und ist in ländlichen Gebieten oft größer. In Gebieten, in denen Rabenvögel und insbesondere Elstern zahlreich sind, kann es zu einer Häufung von Gelegeverlusten kommen. Viele Studien belegen einen Zusammenhang zwischen der Verborgenheit des Nests und der Ausfliegerate. Dies wird auch dadurch bestätigt, dass Totalverluste bei niedrigeren Nestständen weniger häufig sind als bei Nestern in mehr als 2,5 Metern Höhe über dem Erdboden, da niedrige Nester für Nesträuber weniger gut zu sehen sind. In Großbritannien schlüpften in 56 Prozent der 1428 untersuchten Nester Junge, aus 41 Prozent dieser Nester flog mindestens ein Jungvogel aus. Im menschlichen Siedlungsgebiet fallen viele Jungamseln nach dem Ausfliegen dem Straßenverkehr oder Katzen zum Opfer.

## Sonstiges Verhalten
Der Aktivitätsbeginn liegt während der meisten Jahreszeiten während der Morgendämmerung, das Aktivitätsende während der Abenddämmerung.
Zwischen Februar und Ende Juni ist allerdings von mitteleuropäischen Amseln schon weit vor Beginn der Morgendämmerung ihr Gesang zu vernehmen; im Juli und Juni sowie mitten im Winter endet die Aktivität bereits bei oder sogar vor Sonnenuntergang. Witterungsabhängige Helligkeitsunterschiede sowie künstliche Lichtquellen beeinflussen die Aktivitätsdauer.

### Ruhe und Komfortverhalten

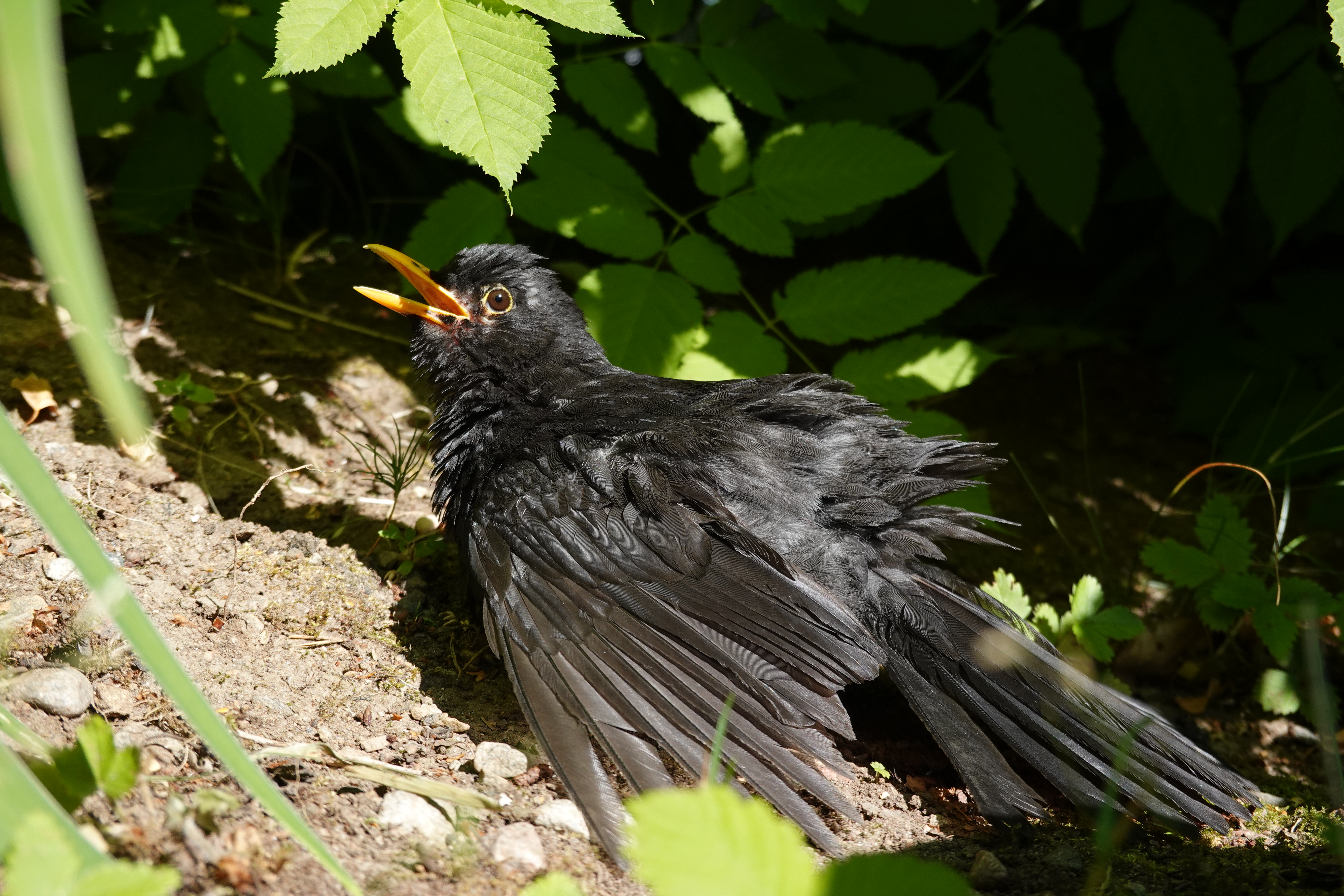
Amsel beim Sonnenbad

Amseln suchen während des gesamten Jahres spezielle Schlafplätze auf, obschon während der Brutzeit neben den brütenden Weibchen auch häufig die Männchen nachts im Revier bleiben. Die Schlafplätze liegen typischerweise in Nadelbäumen sowie dicht belaubten Laubbäumen oder Sträuchern, meist 1 bis 2,5 Meter über dem Boden. Die Übernachtung erfolgt manchmal einzeln, aber auch gesellig: In stadtnahen Wäldern können sich 700 Vögel oder mehr versammeln. Im Siedlungsgebiet werden häufig Friedhöfe oder Parks zur Nächtigung genutzt. Die zum Schlafplatz zurückzulegende Distanz liegt normalerweise unter einem Kilometer, kann aber auch bis zu vier Kilometer betragen, insbesondere im Siedlungsgebiet sind die zurückzulegenden Distanzen oft größer. Dabei verwenden die Vögel häufig dieselben Routen, ein Individuum nutzt aber nicht jeden Tag denselben Schlafplatz.
Vor dem Aufbruch zum Schlafplatz widmen sich Amseln häufig der Gefiederpflege oder nehmen ein Bad. Das Baden ist das ganze Jahr über zu beobachten, vermehrt bei bedecktem Himmel oder Regen, seltener bei Sonnenschein. Zum Komfortverhalten gehört auch das Sonnenbaden. Drosseltypisch legen die Amseln sich flach auf den Boden, spreizen den Schwanz und breiten die Flügel aus. Dies machen sie bevorzugt im Hochsommer und setzen sich dabei nachmittags gelegentlich der Sonne aus, bis sie Anzeichen von Hitzestress zeigen. Der Grund dieses intensiven Sonnenbadens ist unklar. Sonnenbaden und Einemsen sind besonders häufig unmittelbar vor der Mauser, beide Verhaltensweisen werden auch kombiniert, beispielsweise von Amseln, die sich auf dem Nest der Gelben Wiesenameisen niederlassen.

### Sozialverhalten

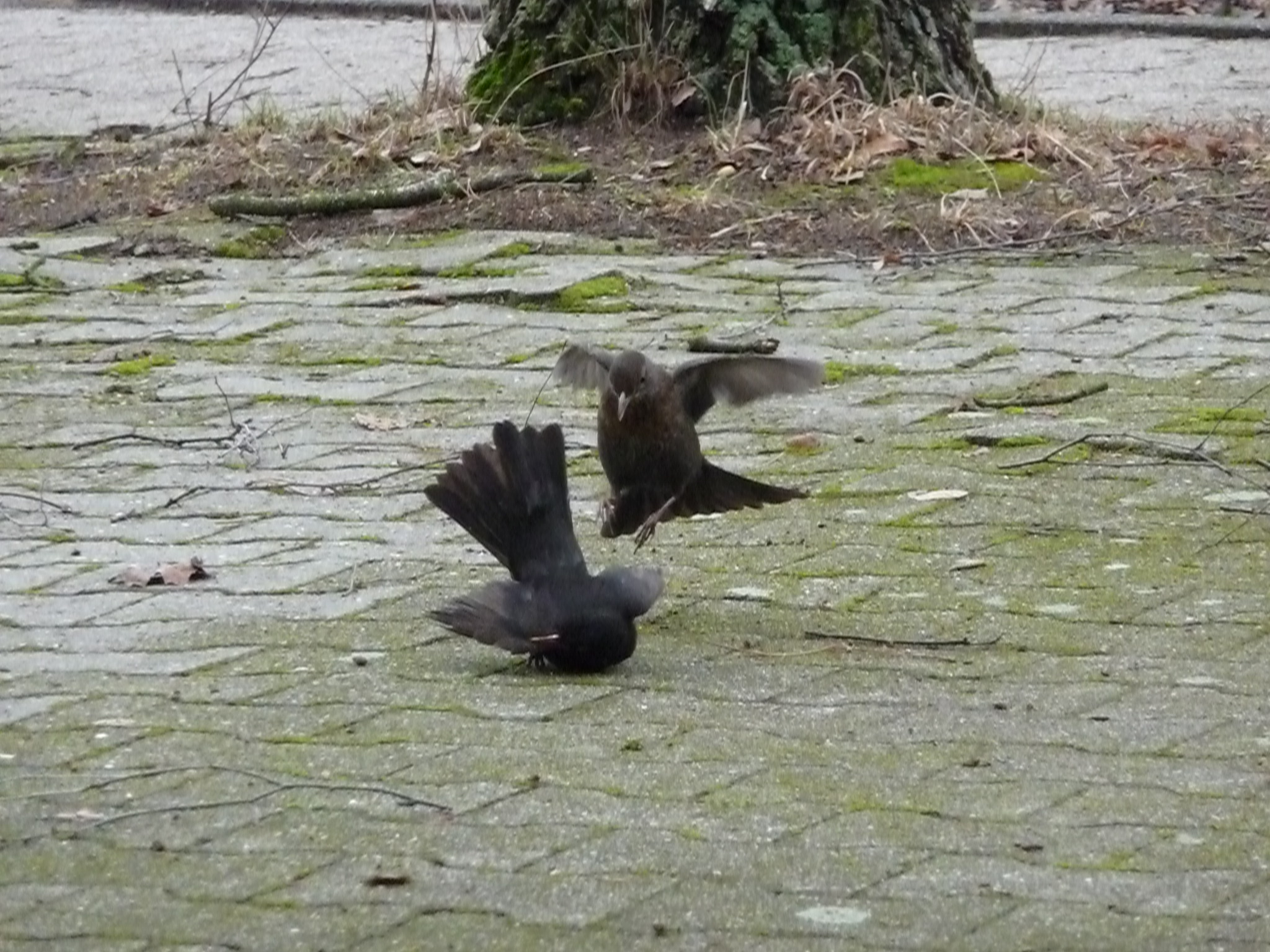
Adultes Weibchen greift Männchen an

Während der Brutzeit verhalten sich Amseln gegenüber Artgenossen ausgesprochen territorial, besonders vor und während der Phase des Nestbaus, während der Jungenaufzucht etwas weniger. Das Revier wird von beiden Geschlechtern verteidigt. Territoriale Männchen vertreiben alle Artgenossen, Weibchen während der Brutzeit nur andere Weibchen. Das Vertreiben von Eindringlingen kann mit oder ohne vorausgehendes Imponierverhalten erfolgen. Kommt es zum Kampf, können die Vögel einander picken oder Brust an Brust bis zu drei Meter hoch steigen und ineinander verkrallt weiter kämpfend auf den Boden fallen. Besonders intensiv scheinen die Kämpfe zwischen den Weibchen zu sein: Sie können mit dem Tod der Unterlegenen enden.
Außerhalb der Brutzeit sind Amseln meist sozial und können gemeinsam günstige Nahrungsquellen nutzen. Ansammlungen von 30 Vögeln oder mehr sind beim Nahrungserwerb und beim Baden nicht ungewöhnlich. Wenn sich aber im Spätherbst beispielsweise die Verfügbarkeit von Beeren dem Ende nähert, können auch nicht territoriale Vögel die letzten Beeren tragenden Sträucher gegen Artgenossen oder auch andere Drosselarten verteidigen. Den wendigeren und anpassungsfähigeren Staren sind Amseln bei der Beerenernte unterlegen.

### Bewegung und Flug

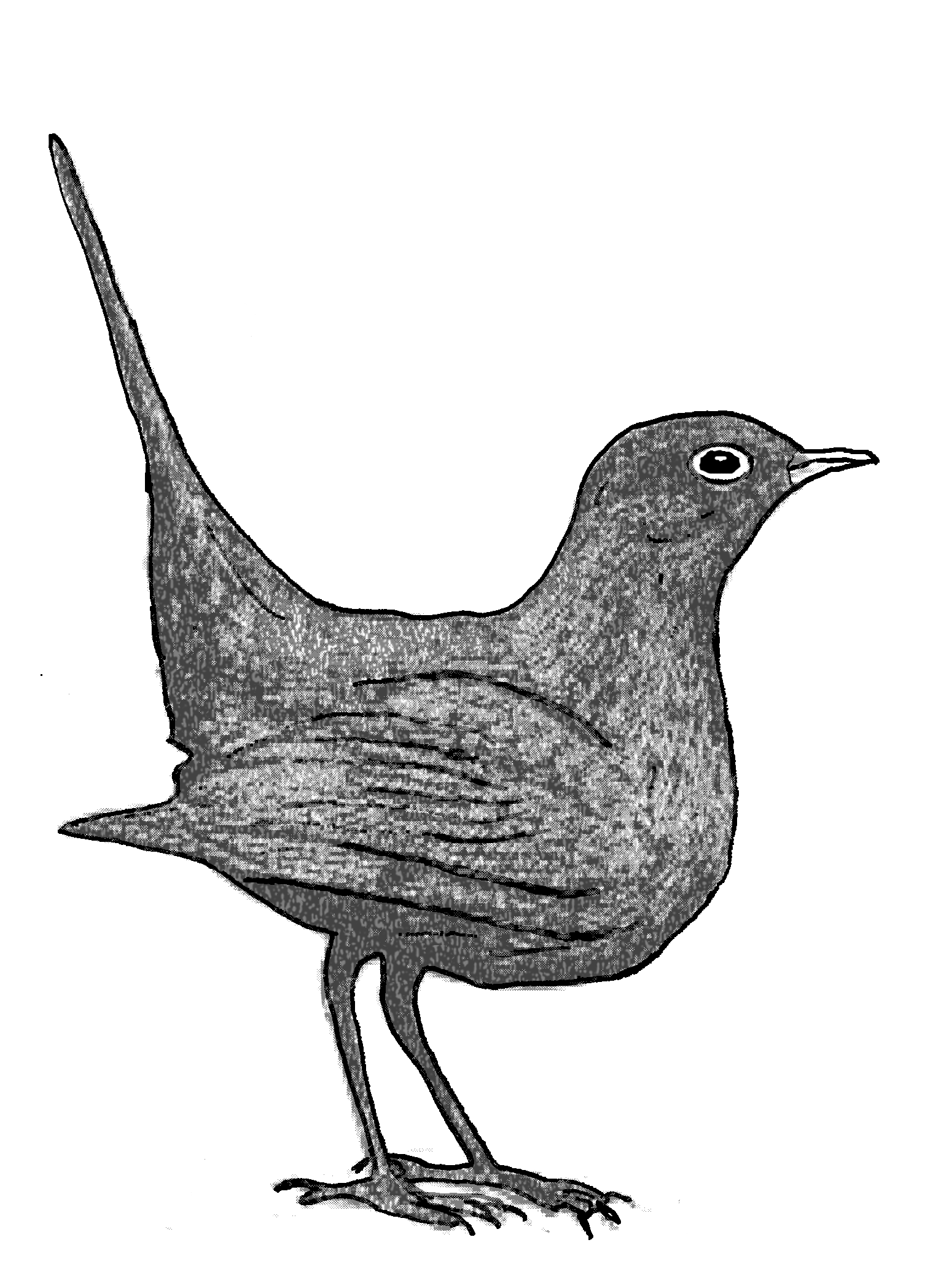
Charakteristisches Schwanzaufstellen beim Abbremsen

Amseln verbringen die meiste Zeit des Tages am oder in der Nähe des Bodens. Strecken werden je nach Beschaffenheit des Untergrunds laufend oder hüpfend zurückgelegt. Schwung wird sowohl bei der Landung als auch nach einer Hüpfsequenz mit ein paar Schritten abgebremst, wobei der Schwanz in charakteristischer Weise aufgestellt wird.
Im Gegensatz zu den Singdrosseln, die mit ihren längeren und spitzeren Flügeln bessere Streckenflieger sind, sind Amseln aufgrund der ausgeprägten Spaltflügel wendiger. Im Horizontalflug wurden Geschwindigkeiten von knapp 35 km/h gemessen.

## Lebensalter und Mortalitätsursachen

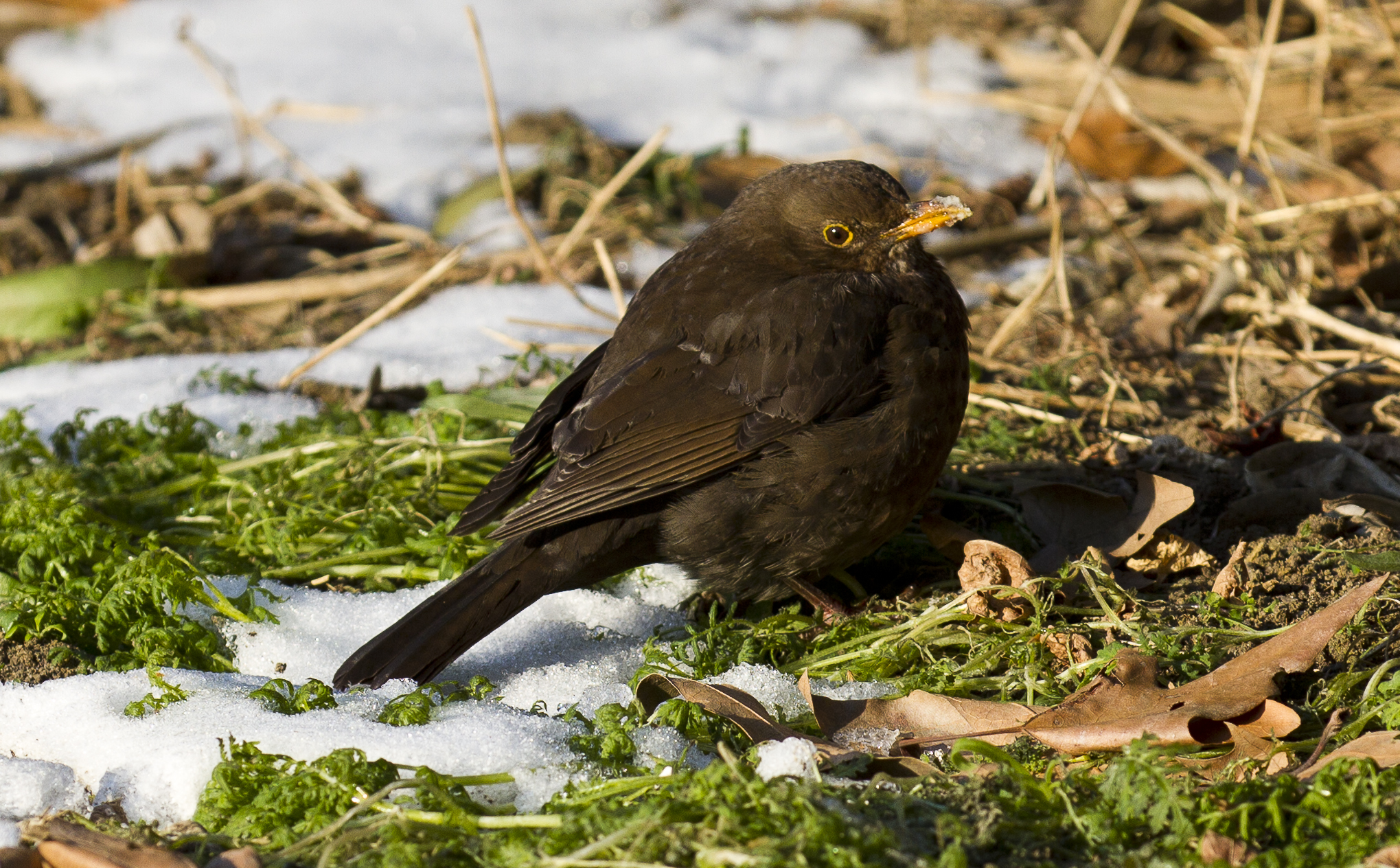
Männchen im Winter

Die Sterblichkeit im ersten Lebensjahr ist signifikant höher als in den folgenden. Bei Untersuchungen in Frankreich wurde für Vögel im ersten Lebensjahr eine Überlebenswahrscheinlichkeit von 31 Prozent ermittelt, in den folgenden Lebensjahren waren es 55 Prozent. Bei Untersuchungen in Großstädten im Nordwesten Deutschlands betrug das Durchschnittsalter der Vögel 3,6 Jahre. Nicht geklärt ist die Frage, ob die Lebenserwartung im ursprünglichen Lebensraum oder im Siedlungsgebiet größer ist, die hierzu durchgeführten Untersuchungen liefern widersprüchliche Ergebnisse. Einzelne Vögel können ein beträchtliches Lebensalter erreichen, mehrfach wurden schon mehr als zehn Jahre alte Vögel festgestellt. Die älteste bislang bekannte Amsel ist ein auf Helgoland 1974 beringtes Weibchen, das mit einem Alter von 22 Jahren und drei Monaten wieder angetroffen und möglicherweise noch älter wurde.

### Wetter
Die Witterung hat einen großen Einfluss auf die Sterblichkeit. Im Sommer leiden die Vögel unter lang anhaltender Trockenheit, im Winter unter Frost und starkem Wind. Allerdings übersteht die Amsel längerfristige winterliche Bedingungen aufgrund des breiten Nahrungsspektrums meist besser als andere Drosseln.

### Krankheiten
Außer durch Nahrungsmangel kann die Widerstandskraft der Vögel durch verschiedene Krankheiten oder Parasiten geschwächt sein. Zu den Endoparasiten zählen Saugwürmer, zu den Ektoparasiten beispielsweise die Larven der Fliege Neottiophilum praeustum, die im Nistmaterial leben und sich vom Blut der Nestlinge ernähren.
Usutu-Virus

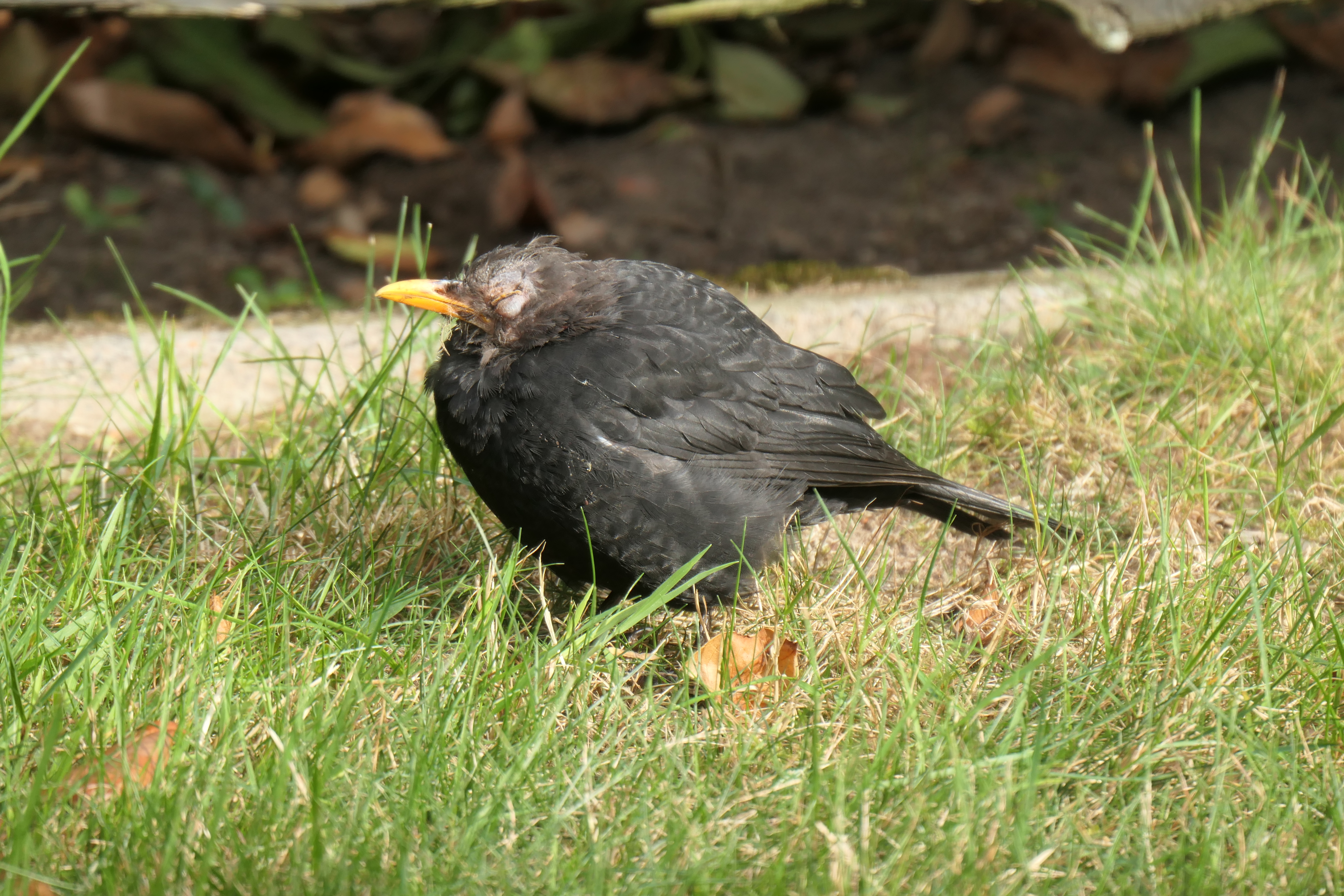
Amsel mit Symptomen des Usutu-Virus

Das Usutu-Virus, das zuvor nur aus Afrika bekannt war und zu den durch Stechmücken übertragenen Flaviviren gehört, verursacht seit 2001 in einzelnen Teilen des mitteleuropäischen Verbreitungsgebiets ein auffälliges Vogelsterben. Da die Amsel die überwiegend betroffene Art ist, wird auch vom „Amselsterben“ gesprochen. Erstmals trat das Amselsterben 2001 in der Nähe von Wien auf, breitete sich dann auch auf Ungarn, die Schweiz und Italien aus. Im Sommer 2011 wurde das Usutu-Virus auch als Ursache zahlreicher verendeter Tiere in der nördlichen Oberrheinischen Tiefebene in Deutschland nachgewiesen. Es wird angenommen, dass dort einige 100.000 Individuen betroffen waren. In Österreich, wo das Virus 2001 erstmals auftrat, gingen seit 2004 die Todesfälle zurück und die Bestände hatten sich 2006 wieder normalisiert, was offensichtlich darauf zurückzuführen war, dass die österreichischen Vögel mittlerweile eine Herdenimmunität entwickelt hatten. Nach einer ähnlichen epidemiologischen Entwicklung in der Rheinebene und einigen Jahren ohne größere Ausbrüche traten 2016 dort wieder vermehrt Fälle auf, zudem auch in Frankreich, Belgien und den östlichen Niederlanden. Man geht aber davon aus, dass es bei einem solchen wiederholten Auftreten am selben Ort nicht mehr zu einem Massensterben wie beim Erstauftreten kommt, stattdessen ist zu erwarten, dass es in solchen Gebieten zu sich zyklisch wiederholenden Ausbrüchen kommt, wenn eine Amsel-Generation mit erworbener Resistenz von der nächsten Generation abgelöst wird. Im Jahr 2017 und im Hitzesommer 2018 hat sich in Deutschland das Virus weiter nach Norden ausgebreitet, besonders viele Meldungen kamen aus Niedersachsen. Wie zu erwarten erkranken besonders viele Vögel in den Regionen, in denen das Virus erstmals auftrat. Nach dem Stand von Mitte August des Jahres 2019 hat nach Feststellungen des Nabu die Zahl der in Deutschland gemeldeten Verdachtsfälle im Vergleich zum Vorjahreszeitraum abgenommen.

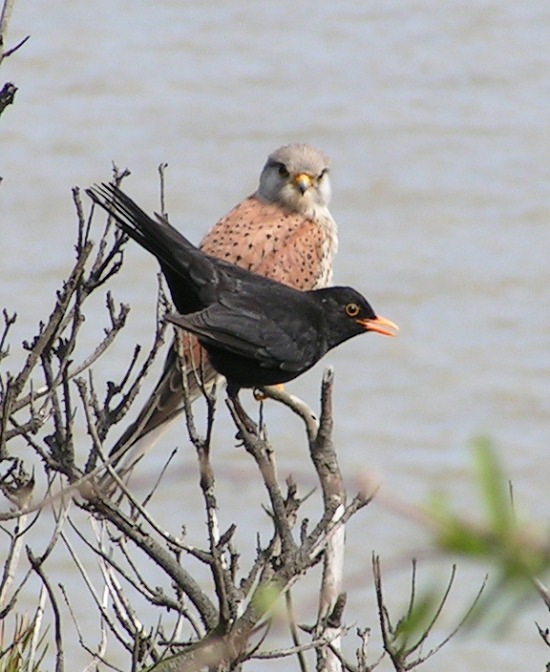
Ein Männchen versucht, einen Turmfalken von dem in der Nähe befindlichen Nest abzulenken

### Prädatoren
Amseln sind Beutetiere verschiedener Prädatoren. Dabei ist bemerkenswert, dass nicht die auffälligeren und auf exponierten Warten singenden Männchen häufiger gefressen werden, sondern die Weibchen. Dies hängt höchstwahrscheinlich damit zusammen, dass Weibchen länger und vermehrt am Boden auf Nahrungssuche sind. Vor allem im ursprünglichen Lebensraum sind verschiedene Falkenarten, Sperber, Habicht, Mäusebussard oder Rotmilan bei der Jagd auf Amseln erfolgreich, in Neuseeland und Australien auch die Sumpfweihe. Unter den Eulen zählen Waldkauz, Waldohreule und Uhu zu den typischen Prädatoren. Verschiedene Rabenvögel erbeuten Eier und Jungvögel, die größeren Arten wie die Rabenkrähe gelegentlich auch altersschwache oder kranke Altvögel. Auch verschiedene Marderarten sowie Füchse kommen als Fressfeinde in Betracht. Außerdem zählen Hauskatzen, Wanderratten sowie Eichhörnchen zu den häufig erfolgreichen Beutegreifern. Wanderratten und Eichhörnchen erbeuten in der Regel Gelege und noch nicht flügge Jungvögel.

### Straßenverkehr und Bejagung
Im Siedlungsgebiet fordert der Straßenverkehr zahlreiche Opfer unter den Amseln. Besonders gefährlich sind Schnellstraßen, die an Grünflächen vorbeiführen. Es gibt auch Amseln, die mehrere Verkehrsunfälle überleben. Die Heilungschancen scheinen innerhalb des Stadtgebiets aufgrund des größeren Nahrungsangebots und des geringeren Feinddrucks größer.
In manchen Teilen des Verbreitungsgebiets stellen die Bekämpfung als Schädling und die Jagd eine nicht zu vernachlässigende Todesursache dar. In Frankreich dauert die Jagdsaison beispielsweise von Ende August bis Mitte Februar.

## Bestand und Bestandsentwicklung

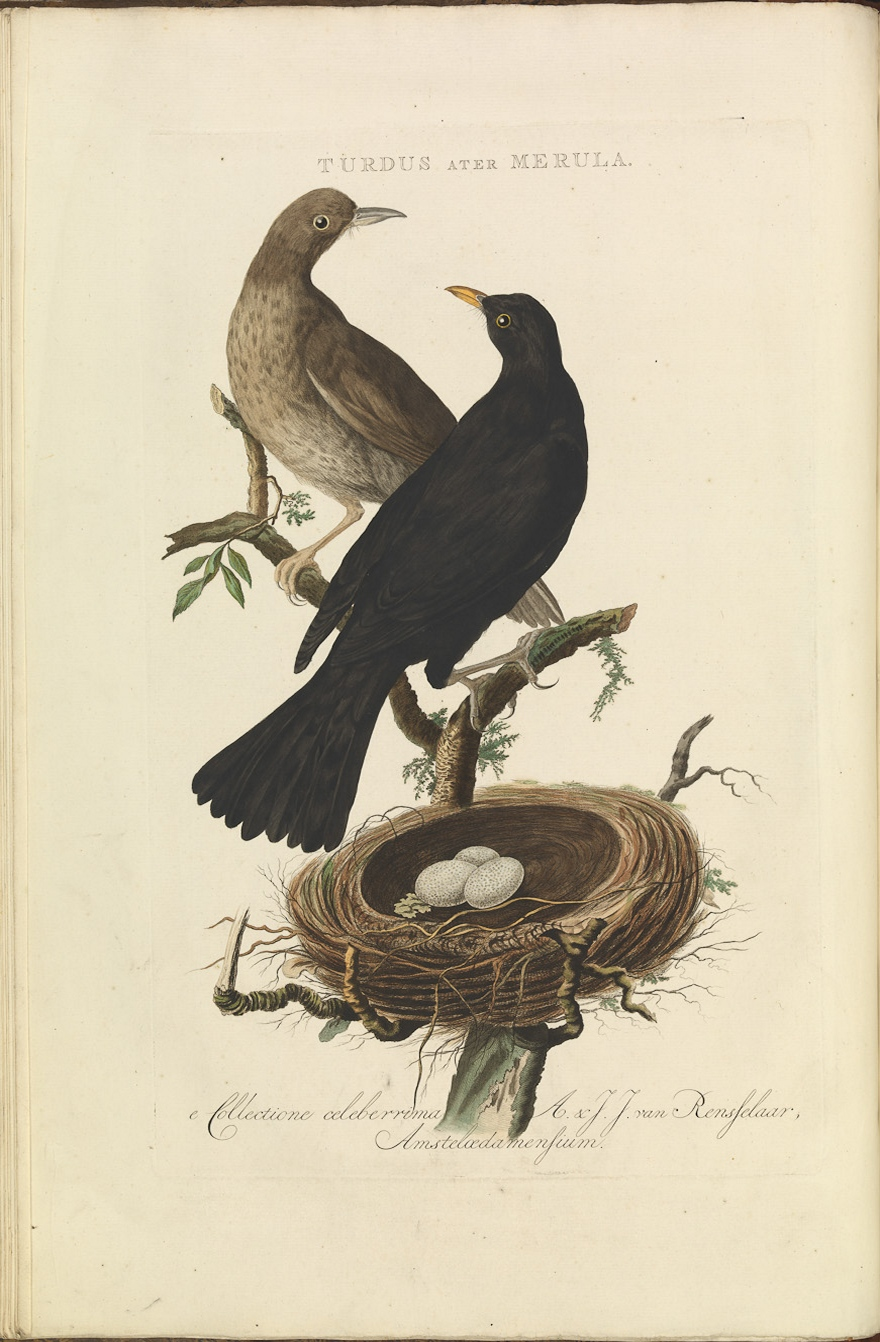
Amsel in Nederlandsche Vogelen 1770

Wahrscheinlich schon im 18. Jahrhundert, vor allem aber während des 19. Jahrhunderts hat der Amselbestand durch Arealerweiterung, Besiedlung neuer Lebensräume und durch eine Erhöhung der Siedlungsdichte erheblich zugenommen. Allein das europäische Brutgebiet wird heute auf acht Millionen Quadratkilometer geschätzt, der Bestand auf 40 bis 82 Millionen Brutpaare. Daraus kann eine etwa dreimal so große Zahl an Individuen abgeleitet werden. Da Europa mehr als die Hälfte des weltweiten Brutgebiets der Art umfasst, lässt sich darauf basierend der weltweite Bestand grob mit 160 bis 490 Millionen Individuen veranschlagen. In Deutschland ist die Amsel mit 7,9 bis 9,5 Millionen Brutpaaren im Jahr 2016 neben dem Buchfink der häufigste Brutvogel. Die Bestände nahmen in den letzten zehn Jahren des 20. Jahrhunderts in den meisten Ländern Europas zu, vor allem in Deutschland, Frankreich, den Niederlanden und Italien. Zu Beginn des 21. Jahrhunderts sind die Bestandszahlen stabil, die Art gilt somit als ungefährdet. Das war nicht immer so: In den 1970er Jahren gab es regional in der britischen Population Bestandseinbrüche von 20 bis 30 Prozent. Dies wird hauptsächlich der Intensivierung der Landwirtschaft zugeschrieben, denn die Rückgänge waren in landwirtschaftlichen Gebieten größer als anderswo. Auch könnte der Einsatz von Pestiziden das Nahrungsangebot entscheidend vermindert haben.

## Systematik

### Verwandte Arten
Die Echten Drosseln (Turdus) sind eine der artenreichsten und am weitesten verbreiteten Singvogelgattungen. Die allgemein anerkannten 65 rezenten Arten kommen, abgesehen von Einbürgerungen wie in Australien und Neuseeland, in Afrika, Eurasien und Amerika vor. Untersuchungen der mitochondrialen DNA zeigen, dass es mehrere regional grob abgegrenzte Kladen gibt, die eine Aufteilung der Gattung ermöglichen würden. Dies scheint aber wegen der biologischen Ähnlichkeit der Turdus-Arten nicht zweckmäßig.
Die Amsel gehört zur eurasischen Klade der Gattung Turdus. Sie ist offensichtlich die basale Art dieser Gruppe, wobei diese Position durch die genetischen Untersuchungen nicht zweifelsfrei bestimmt werden konnte. Sicher ist, dass sie nicht sehr nahe mit den anderen Turdus-Arten dieser Klade verwandt ist. Der Grund dafür könnte eine durch interkontinentale Migration verursachte, sehr rasche phylogenetische Radiation sein. Jedenfalls konnten genetische Untersuchungen eine zuvor aufgrund biologischer und morphologischer Eigenschaften vermutete nahe Verwandtschaft mit der Südseedrossel (T. poliocephalus) nicht bestätigen.

### Unterarten
Innerhalb des paläarktischen Verbreitungsgebiets gibt es einen allmählichen (klinalen) Übergang verschiedener Eigenschaften der Amsel. So werden die Individuen von Westeuropa Richtung Osten bis zum Iran allmählich blasser, grauer und größer, von Afghanistan ostwärts im Himalaya dagegen wieder dunkler, die Färbung wird bräunlicher und ist weniger schwarz. Die relativ kleinen Amseln des indischen Subkontinents – die simillimus-Gruppe – unterscheiden sich in der Gefiederfärbung, den Proportionen und anderen Eigenschaften recht deutlich von den restlichen Amseln und werden nicht selten auch als eigene Art („Indienamsel“, Turdus simillimus) angesehen.
Die folgende Aufstellung enthält zunächst die allgemein anerkannten Unterarten der Paläarktis; die Beschreibung der indischen Amsel folgt anschließend. Ausgehend von der Nominatform werden die Unterarten in der Reihenfolge des Auftretens von West nach Ost beschrieben.
- T. m. merula Linnaeus, 1758: Fast alle europäischen Amseln gehören der Nominatform an, auf die sich dieser Artikel vorwiegend bezieht, wenn nicht gesondert darauf hingewiesen wird. Innerhalb des sehr großen Verbreitungsgebiets dieser Unterart gibt es klinale Unterschiede, für die verschiedene weitere Unterarten vorgeschlagen wurden – beispielsweise ticehursti für die schwach dunkler gefärbten Populationen Schottlands und Irlands. Diese Abweichungen werden aber für eine formelle taxonomische Trennung nicht als ausreichend eingestuft. Die eingebürgerten Populationen Australien und Neuseelands, die größtenteils von britischen Amseln abstammen, gehören ebenfalls zur Nominatform, da bisher keine nennenswerten Unterschiede festgestellt wurden – beispielsweise stimmt der Gesang neuseeländischer Amseln in der Struktur und den Elementen mit dem europäischer Amseln überein.[17]

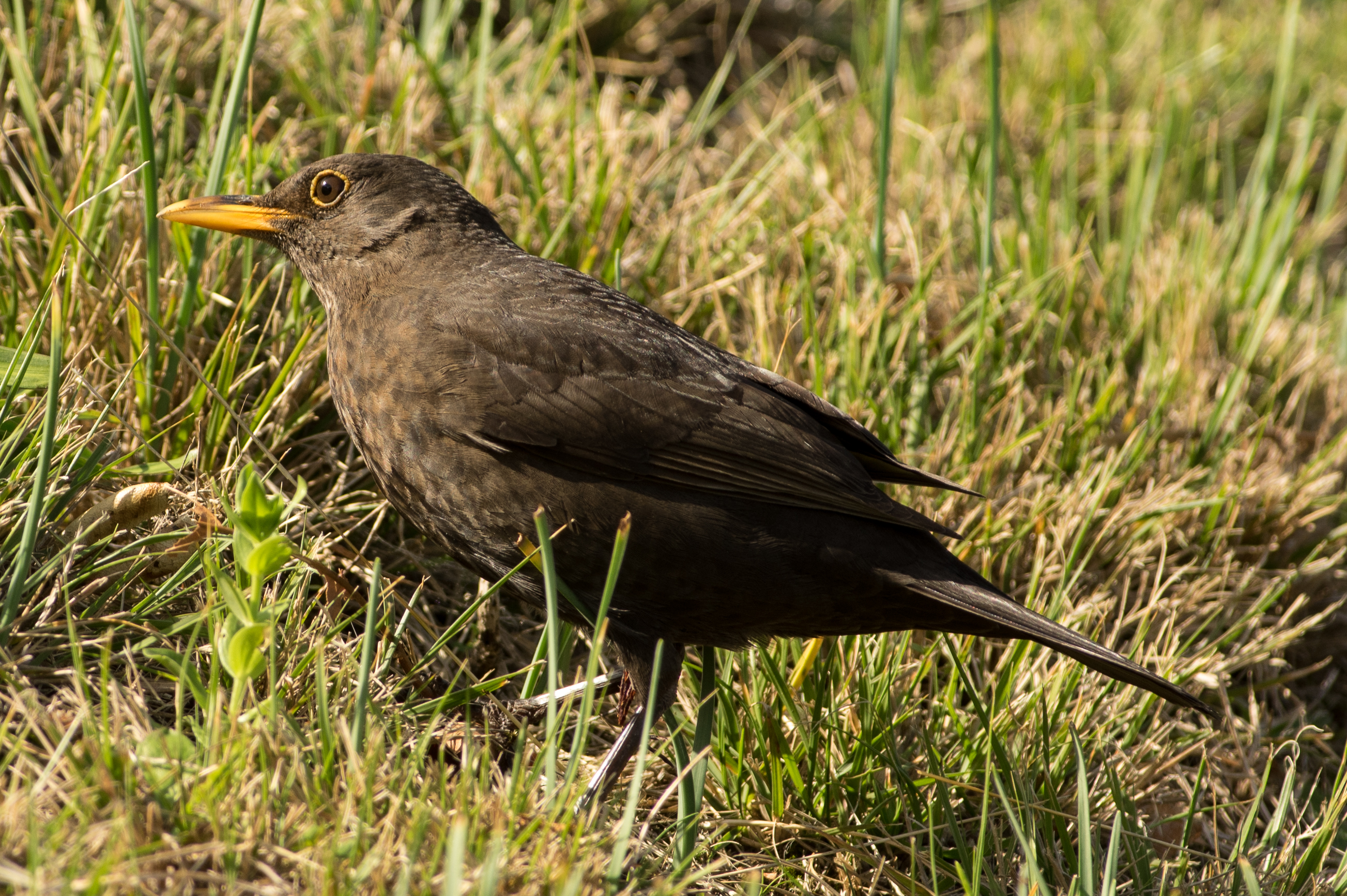
Amselweibchen der Unterart T. m. azorensis auf Terceira

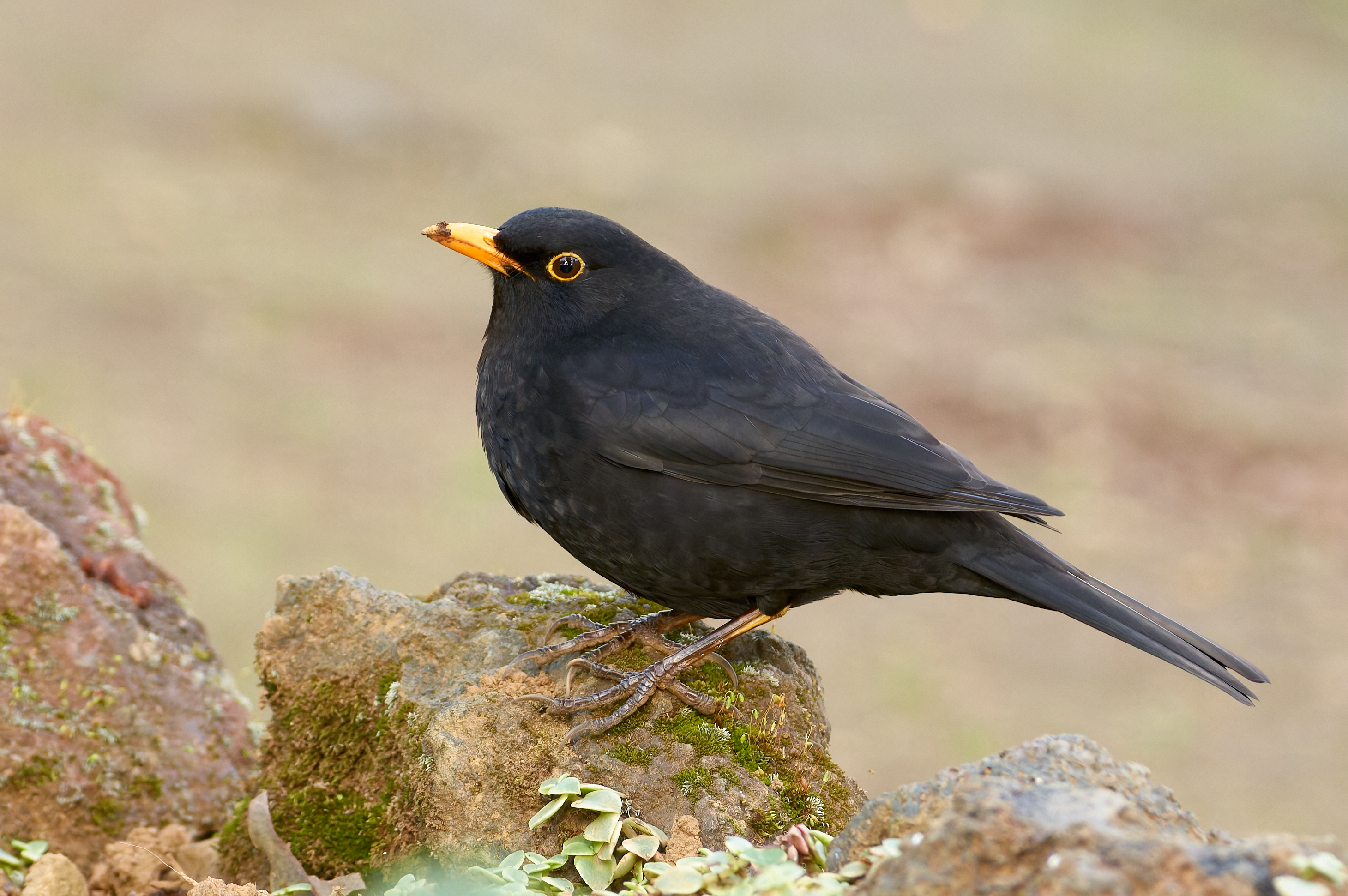
Amselmännchen der Unterart T. m. azorensis auf Terceira

- T. m. azorensis Hartert, 1905: Die Vertreter der auf den Azoren endemischen Unterart sind etwas kleiner als die Nominatform, vor allem aber ist der Schwanz kürzer. Das Gefieder des Männchens ist dunkler und glänzender als das der Nominatform.
- T. m. cabrerae Hartert, 1901: Diese auf Madeira und den westlichen Kanaren brütende Unterart ähnelt T. m. azorensis, unterscheidet sich aber in Gefiederfärbung, Größe und Schwanzlänge nicht ganz so deutlich von der Nominatform.
- T. m. mauretanicus Hartert, 1902: Die Amseln Nordafrikas gehören dieser Unterart an. Auch bei dieser ist das Gefieder des Männchens tief schwarz glänzend, der Schnabel ist etwas kräftiger als bei den der Nominatform angehörenden spanischen Amseln, mit denen es eine Mischzone in Südspanien gibt.
- T. m. aterrimus (Madarász, 1903): Die Männchen dieser Unterart sind etwas matter gefärbt als die der Nominatform, die Weibchen haben eine fahlere Unterseite. Der Schnabel ist etwas länger und schlanker. Das von T. m. aterrimus besiedelte Areal reicht auf dem Balkan bis nach Slowenien und Südrumänien, über die Krim, Griechenland und die Türkei, im Osten erstreckt es sich vom Kaukasus zum Nordiran.
- T. m. syriacus Hemprich & Ehrenberg, 1833: Das Verbreitungsgebiet dieser Unterart schließt sich im östlichen Mittelmeerraum südlich an das von T. m. aterrimus an, sie brütet von der Südtürkei bis nach Jordanien und Israel und dem Norden des Sinais. Die Amseln dieses Gebiets sind vorwiegend Standvögel. Weiterhin kommt diese Unterart im Norden des Irak und im Süden des Iran vor, die dortigen Amseln überwintern im Nildelta. Für die Amsel der südlichen griechischen Inseln wurde eine weitere Unterart (T. m. insularum) vorgeschlagen, diese Vögel sind aber von T. m. syriacus kaum zu unterscheiden und werden deshalb üblicherweise ebenfalls dieser Unterart zugerechnet.
- T. m. intermedius (Richmond, 1896): Diese Unterart brütet in einem Streifen vom Nordosten Afghanistans bis in den Tian Shan. Im Winter ziehen die Vögel in die tieferen Lagen im Süden Afghanistans und Osten des Irak. Die Vertreter dieser Unterart sind größer als die von T. m. syriacus und T. m. aterrimus, der Schwanz in Relation zur Größe länger, der Schnabel kräftiger.

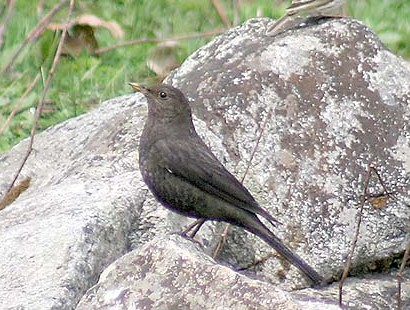
T. m. maximus, Kullu-Distrikt in Nordindien

- T. m. maximus Seebohm, 1881: Die mit einer Körperlänge von bis zu 29 Zentimetern größte Unterart ist im Himalaya von Nordpakistan bis Bhutan in Höhenlagen zwischen 3500 und 5300 Metern verbreitet, außerdem kommt sie im Südosten Tibets vor. Im Winter ziehen die Vögel in tiefere Lagen. Kopf, Brust, Flügel und Schwanz des Männchens sind rein schwarz, der gelbe Augenring fehlt. Die Weibchen sind oberseits schwärzlichbraun, unten braun und insgesamt fast so dunkel wie die Männchen. Aufgrund einiger signifikanter Unterschiede – insbesondere auch der mit metallisch klingenden sowie quietschenden Elementen durchsetzte, weniger wohlklingende Gesang – wird die Unterart auch als eigenständige Art eingestuft und als „Tibetamsel“ (Turdus maximus) bezeichnet.[52]
- Die Unterart T. m. sowerbyi Deignan, 1951: Diese nach dem britischen Naturforscher James Sowerby benannte Unterart brütet in Zentralchina im Süden Gansus und Westen von Sichuan. Die Vertreter sind dunkler als die weiter östlich brütende Unterart T. m. mandarinus.
- T. m. mandarinus Bonaparte, 1850: Die vom Osten Sichuans und Guizhou bis zum Ost- sowie Südchinesischen Meer vorkommenden Amseln gehören dieser Unterart an. Ein Teil der Vögel zieht im Winter nach Südchina, Hainan, Laos und Vietnam. Das Gefieder der Vögel ist matt dunkelrußbraun, die Männchen weisen einen schmutzigweißen Kinnfleck und weißliche Randsäume an den Federn der Kehle und des Vorderhalses auf. Die Weibchen unterscheiden sich von den Männchen fast ausschließlich durch die auf weißlichem Grund breit schwarzbraun gestreifte Kehle.

Die Unterarten des indischen Subkontinents erreichen nur eine Körperlänge von 19 bis 22 Zentimetern. Sie unterscheiden sich auch in den Proportionen, der Farbe der Eier und der Stimme deutlich von den anderen Amseln. Das Gefieder ist blasser, neben Augenring und Schnabel sind bei diesen Amseln auch Zehen und Lauf gelb bis orange gefärbt.
- T. m. simillimus Jerdon, 1840: Diese Unterart kommt im Südwesten Indiens vor, besonders häufig in den Hügeln von Kerala und dem westlichen Teil von Tamil Nadu. In den Palani-Bergen schließt sich südlich das Areal von T. m. bourdilloni an, es gibt eine Übergangszone.
- T. m. nigropileus (Lafresnaye, 1840): Die Unterart brütet bis in Höhenlagen der Westghats von Gujarat bis Malabar, Mysuru, dem Norden des Nilgiri-Plateaus und östlich in Andhra Pradesh bis in die Nallamala-Berge. Die Vertreter sind noch blasser als die von T. m. simillimus, das Männchen ist bräunlich schiefergrau mit einer schwarzen Kopfkappe.
- T. m. bourdilloni (Seebohm, 1881): Diese Unterart kommt im Süden Indiens in Kerala in den Palani- und Nelliampathi-Bergen vor. Das Männchen ist einheitlich bräunlich schiefergrau mit blasseren Federenden an den Handschwingen.
- T. m. kinnisii (Kelaart, 1851): Diese Unterart kommt in den Gebirgen von Sri Lanka vor. Die Männchen sind dunkel schiefergrau gefärbt, mit bläulichem Ton. Die Weibchen sehen ähnlich aus, das Gefieder ist aber etwas matter.

## Amsel und Mensch

### Etymologie
Die Trivialnamen einiger Sprachen nehmen Bezug auf die schwarze Gefiederfärbung der Männchen, so beispielsweise Blackbird im Englischen oder Merle noir im Französischen. Die deutsche Bezeichnung Amsel und deren althochdeutschen Entsprechung amsla geht wie älter englisch ouzel und dessen altenglische Entsprechung ōsle auf ein westgermanisches *amslōn zurück. Dessen Lautähnlichkeit mit der lateinischen Bezeichnung merula (woher französisch merle, aber auch deutsch dialektal Merle und niederländisch Merel stammen) und vielleicht auch mit kymrisch mwyalch lässt an zwei zueinander im Ablautverhältnis stehende indogermanische Wurzeln *mes- und *am(e)s- denken.
Noch zu Beginn des 20. Jahrhunderts wurde die Bezeichnung „Amsel“ auf einige in Gestalt und Größe der „normalen“ Amsel ähnelnde Vogelarten ausgedehnt, beispielsweise „Schildamsel“ für die Ringdrossel oder „Goldamsel“ für den Pirol. Letzterer ist mit der Amsel nicht näher verwandt, was auch für die Wasseramsel gilt, die auch heute noch so heißt.
Der Landesname Kosovo legt einen Zusammenhang zur Amsel nahe. Kosovo geht angeblich auf den serbischen Gebietsnamen Kosovo polje zurück, wobei kos ‚Amsel‘ bedeutet, -ovo ein Ableitungssuffix ist und polje ‚Feld‘ bedeutet. Üblicherweise wird der Name auf eine Legende zurückgeführt, nach der sich die auf dem Amselfeld gefallenen serbischen Helden in Amseln verwandelt hätten. Dieser Legende widerspricht allerdings, dass es zur fraglichen Zeit am entsprechenden Ort kaum Amseln gegeben haben kann, da diese noch Waldvögel waren und zudem im Südosten Europas kaum vorkamen. Nach einer anderen Interpretation kommt der Name von kosit bzw. kositi, dem im Serbischen und Albanischen fast gleich lautenden Verb für ‚mähen‘. Damit ginge die heutige Form des Gebietsnamens auf eine mythologische oder volksetymologische Umdeutung zurück.
Die Bezeichnung Blackbirding, auch Blackbird catching, für die gewaltsame Rekrutierung von Arbeitskräften vor allem in der Südsee ist vom englischen Trivialnamen abgeleitet worden. In der deutschsprachigen Literatur wurde dieser Ausdruck auch mit „Schwarzdroßler“ übersetzt. Die beteiligten Personen wurden ebenfalls so genannt.

### Die Amsel als Nutztier

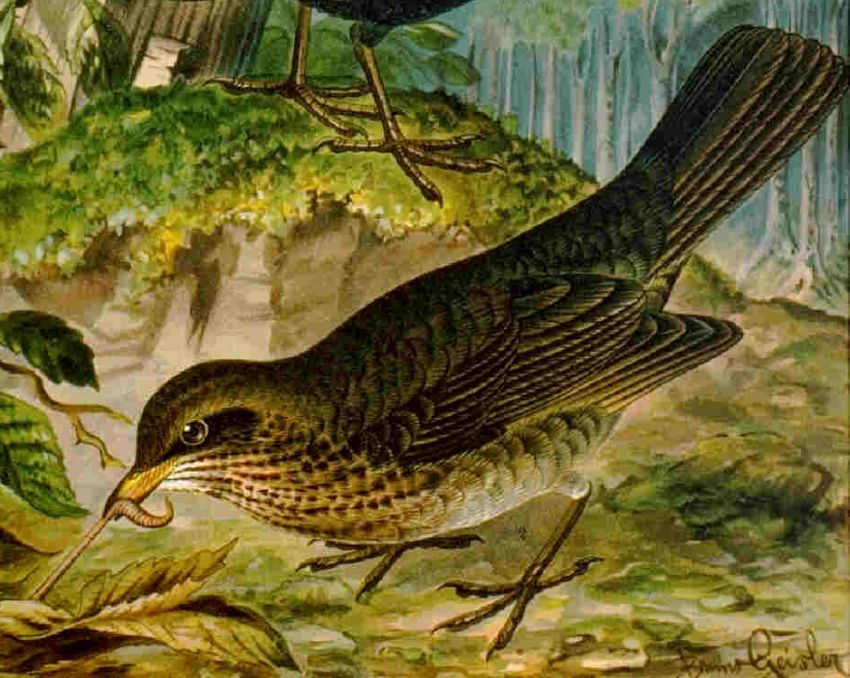
Amselweibchen dargestellt von Johann Friedrich Naumann

Bereits die Römer mästeten die Amseln in großen Vogelhäusern, denn Amselfleisch galt als sehr schmackhaft. Zur traditionellen korsischen Küche gehört Pâté de Merle, eine Amselpastete. Sehr beliebt waren Amseln wegen ihres Gesangs auch als Stubenvögel. Es galt als vorteilhaft, ältere Amseln einzufangen, um in den Genuss des Gesangs „in seiner ganzen Reinheit“ zu kommen. Von Hand aufgezogenen Amseln wiederum brachte man Melodien bei. Auch als Lockvögel auf dem Vogelherd wurden Amseln gerne eingesetzt. Eingefangene Amseln werden, im Gegensatz zu handaufgezogenen Exemplaren, nie vollständig zahm und verhalten sich überdies sehr aggressiv gegenüber anderen Vögeln, besonders Artgenossen.

### Volksglaube und künstlerische Rezeption
Wegen ihrer mit Trauer zu assoziierenden Färbung und ihres einsamen Waldlebens brachte man Amseln in der christlichen Symbolik oft mit frommen Einsiedlern in Verbindung. In diesem Zusammenhang steht auch die Legende vom Heiligen Kevin, dem eine Amsel ihre Eier in die Hände legte, während er diese zum Gebet emporstreckte; danach ermöglichte die Dauer des Gebets der Amsel die Vollendung ihrer Brut.
Der Aberglaube hat der Amsel schon lange magische Kräfte zugeschrieben, was durch ihre Entwicklung zum Kulturfolger sicher noch verstärkt wurde. Beispielsweise soll in ein Haus, in dem eine Amsel weilt, der Blitz nicht einschlagen. Hängt man in einem Haus eine Feder des rechten Flügels einer Amsel an einem Faden auf, können die Bewohner keinen Schlaf finden. Wenn man das Herz einer Amsel unter das Kopfkissen eines Schlafenden legt, so kann dieser in einer späteren Befragung nicht von der Wahrheit abweichen.
Wohl aufgrund ihrer Bekanntheit und nicht zuletzt wegen ihres melodiösen Gesangs findet die Amsel nicht selten Erwähnung in der Lyrik. In der Prosa tritt sie bisweilen sinnbildhaft in Erscheinung. So etwa in Alfred de Mussets Die Geschichte einer weißen Amsel, in Robert Musils Die Amsel oder in Walter Kappachers Die Amseln von Parsch.
Die Amsel spielt auch in bekannten Volksliedern wie der Vogelhochzeit und Alle Vögel sind schon da eine tragende Rolle. In beiden Liedern wird anhand des Textes („Die Drossel war der Bräutigam, die Amsel war die Braut“ bzw. „Amsel, Drossel, Fink und Star“) deutlich, dass die Amsel vielfach nicht als Drossel wahrgenommen wird.
Der vornehmlich in der Morgendämmerung liegende Aktivitätsbeginn der Tiere wird in der ersten Strophe des bekannten Liedes Morning Has Broken beschrieben.

### Gesang

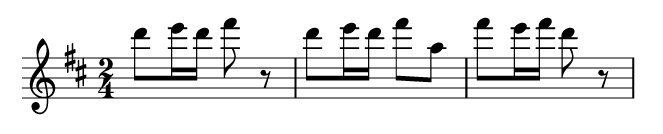
Amselstrophe in D-Dur, gehört von Heinz Tiessen am 16. Mai 1914 im Stadtwald in Essen, eine Oktave tiefer notiert

Vielfach wurde beobachtet, dass der Amselgesang unserem Verständnis von Musik sehr nahekommt. So überrascht es nicht, dass der Amselgesang sich im Gegensatz zu vielen anderen Lautäußerungen von Vögeln recht gut im Notensystem wiedergeben lässt. Es gibt einige Betrachtungen des Gesangs unter musikwissenschaftlichen Gesichtspunkten, besonders intensiv damit auseinandergesetzt hat sich der Komponist und Dirigent Heinz Tiessen (1887–1971). Für ihn war die Amsel „der musikalisch höchststehende Singvogel Mitteleuropas“. Der Umfang der Amselstimme betrage erheblich mehr als eine Oktave. Die häufig wegen ihres Gesangs gelobte Nachtigall mache dagegen musikalisch weniger aus ihren größeren Möglichkeiten, die Amsel sei die talentiertere Komponistin: „Die Spannweite des tonlichen Ausdrucks […] reicht vom Schlichtesten bis zum Differenziertesten, von reinen Dreiklangmotiven und diatonischen Intervallen in ausgeprägten Tonarten bis zur Chromatik und darüber hinaus bis ins tonartlich wie harmonisch unfaßbare hinein.“ Eine ähnliche Vorliebe für den Amselgesang hatte Olivier Messiaen (1908–1992), ein französischer Komponist. Er widmete der Amsel Le Merle noir, ein Kammermusikstück für Flöte und Klavier.
Amselmotive haben auch Richard Strauss inspiriert, beim Rosenkavalier fing er den Amselgesang recht naturgetreu ein. Zu Beginn des ersten Aktes, während der Vorhang aufgeht, wird er von der ersten Klarinette vorgetragen. Echter Amselgesang wurde bei der Originalaufnahme von Paul McCartneys Blackbird beigemischt, dort dient die Amsel aber lediglich als Stellvertreter und verkörpert eine Frau.

### Nationaltier
In Schweden wurde die Amsel 1962 von Lesern der Zeitung Dagens Nyheter zum Nationalvogel gewählt. Dies wurde 2015 bestätigt, diesmal initiiert von der Schwedischen Ornithologischen Gesellschaft (Sveriges Ornitologiska Förening).

## Trivia

### Darstellung in Computersystemen
Seit Emoji Version 15.0 aus dem September 2022 kann man ein Amsel-Piktogramm in der Textverarbeitung mit Computersystemen einfügen.